# 6. Juni
Der 6. Juni ist der 157. Tag des gregorianischen Kalenders (der 158. in Schaltjahren), somit verbleiben 208 Tage bis zum Jahresende.

## Ereignisse

### Politik und Weltgeschehen

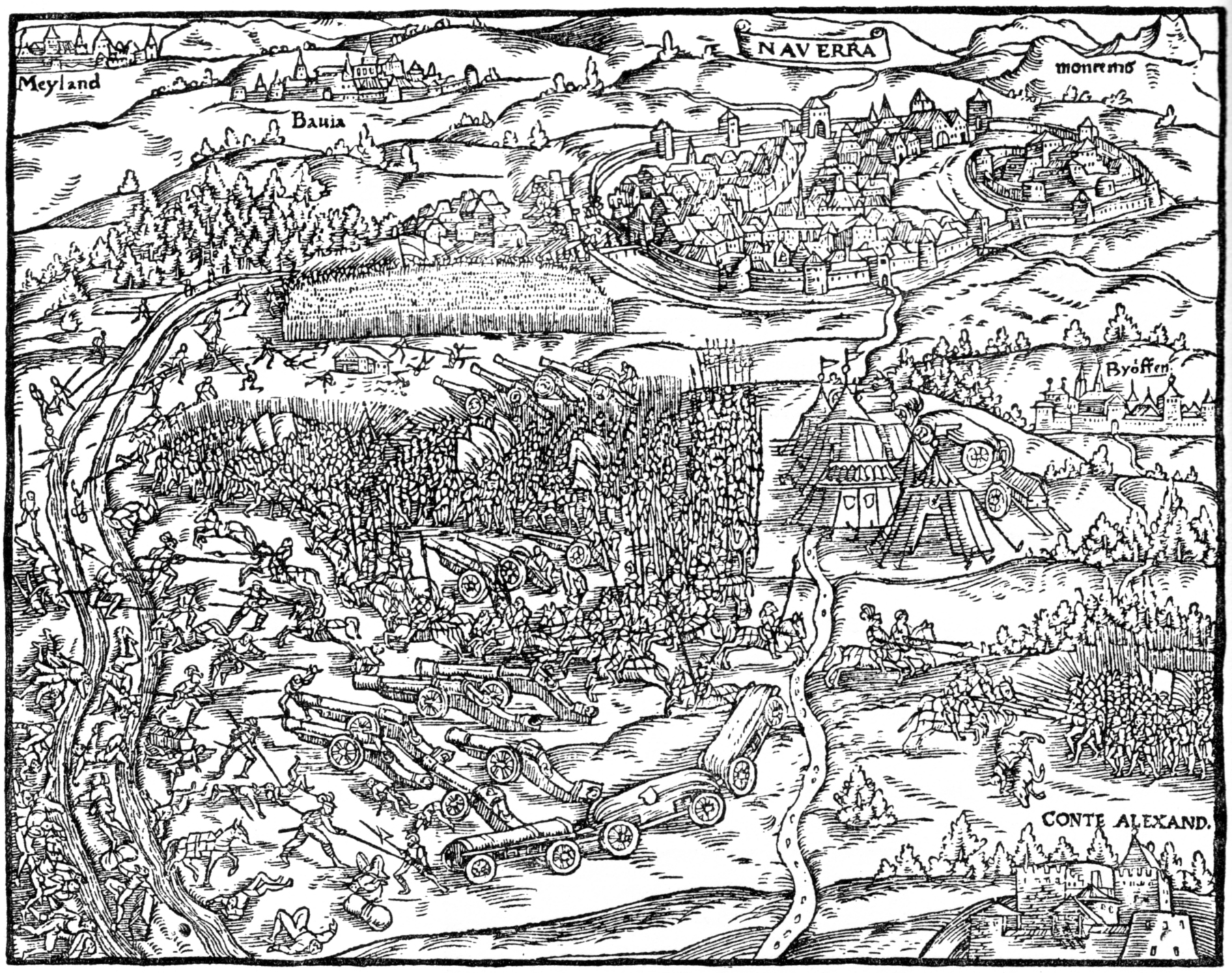
1513: Schlacht bei Novara

- 1513: In der Schlacht bei Novara besiegen die Eidgenossen eine französische Streitmacht unter dem Feldherrn Louis II. de La Trémoille. Massimiliano Sforza kann dadurch vorläufig die Macht über das Herzogtum Mailand sichern, während die Franzosen ihren Besitz in Italien aufgeben müssen.
- 1523: Gustav Wasa wird zum König von Schweden gewählt. Damit ist die Kalmarer Union endgültig aufgelöst.
- 1617: Der Habsburger Erzherzog Ferdinand wird zum König von Böhmen gewählt. Seine bald darauf eingeleiteten Maßnahmen zur Rekatholisierung Böhmens und das Einschränken von Rechten der Stände lösen Unmut aus, ein Ständeaufstand bahnt sich an.

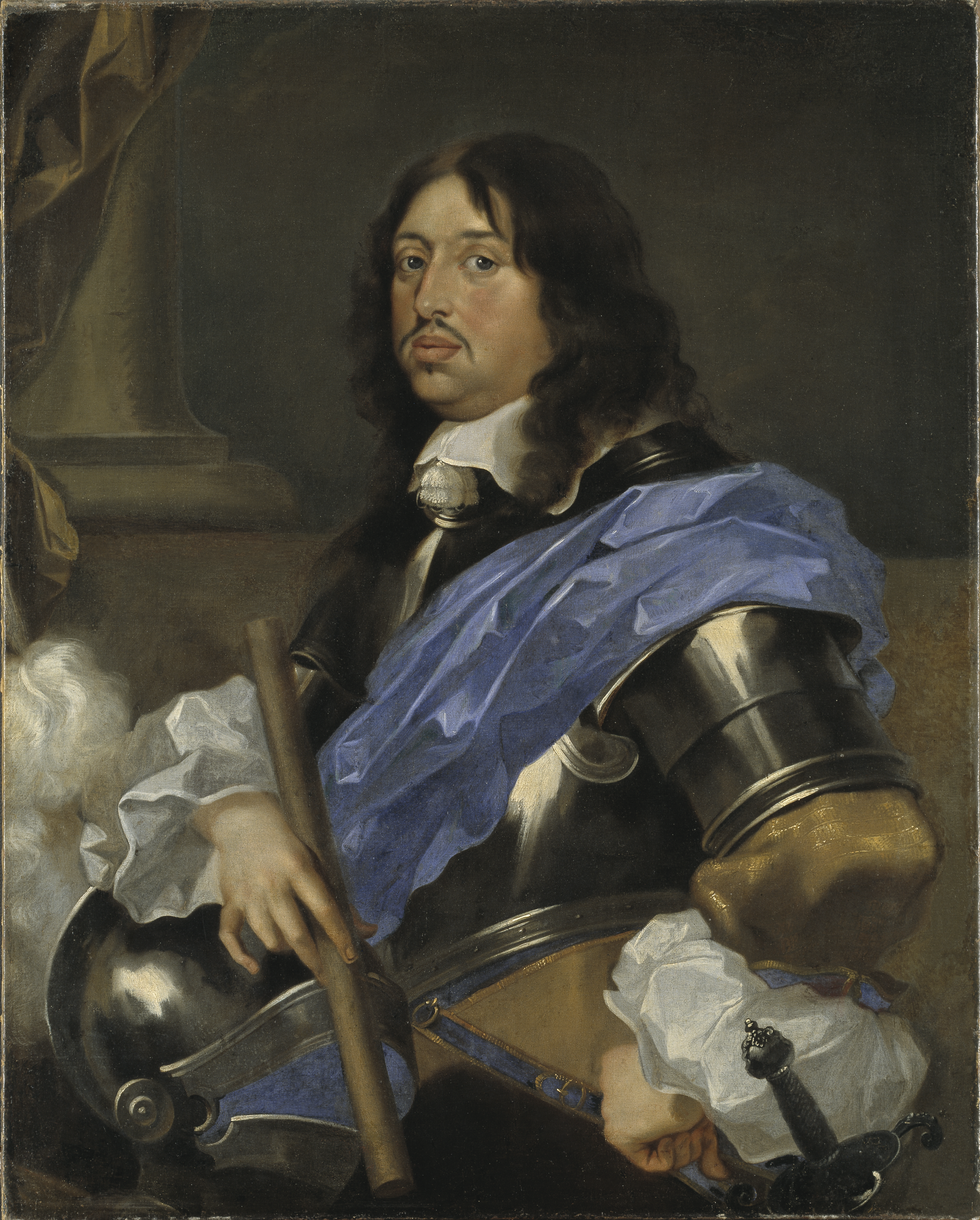
1654: Karl X. Gustav

- 1654: Karl X. Gustav von Pfalz-Zweibrücken folgt seiner Cousine Christina I. nach deren Abdankung als König auf dem schwedischen Thron.
- 1660: Der Frieden von Kopenhagen markiert das Ende des Krieges zwischen Schweden und Dänemark.
- 1762: Die Briten beginnen mit den Operationen zur Einnahme von Havanna während des Siebenjährigen Krieges.
- 1795: Das sieben Monate lang belagerte Luxemburg kapituliert im Ersten Koalitionskrieg vor französischen Revolutionstruppen.
- 1801: Der Friede von Badajoz beendet den kurzen Orangen-Krieg, den Spanien und Frankreich gegen Portugal führten. Es muss nun seine Häfen für britische Schiffe schließen, einigen Besitz an die Sieger abtreten und eine Kriegsentschädigung zahlen.

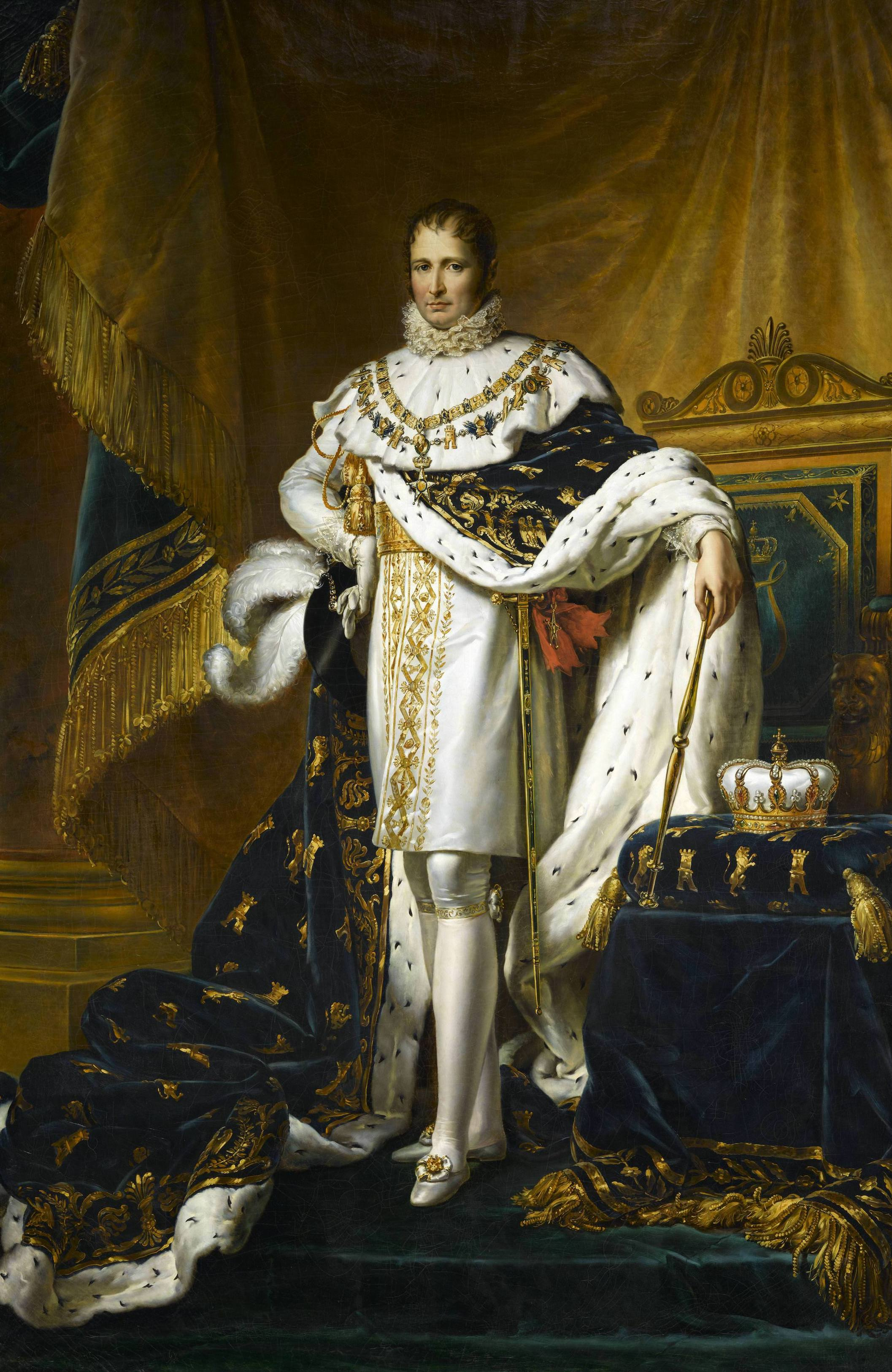
1808: Joseph Bonaparte

- 1808: Joseph Bonaparte, der Bruder des französischen Kaisers Napoleon Bonaparte, wird in Bayonne zum König von Spanien proklamiert. Nachdem es bereits im Mai zu Aufständen gekommen ist, breitet sich nach seiner Proklamation der Widerstand aus. Dieser mündet in einem dauerhaften Kleinkrieg, der die gesamte Regierungszeit Josephs überschatten wird.
- 1809: Der schwedische Reichstag beschließt eine neue Verfassung, die bis 1974 gültig bleiben wird. Sie löst die absolutistische Verfassung von 1772 ab.
- 1813: 700 Briten besiegen im Britisch-Amerikanischen Krieg in der Schlacht bei Stoney Creek in der Nähe des Ontariosees in Kanada mehr als 3000 US-Amerikaner.

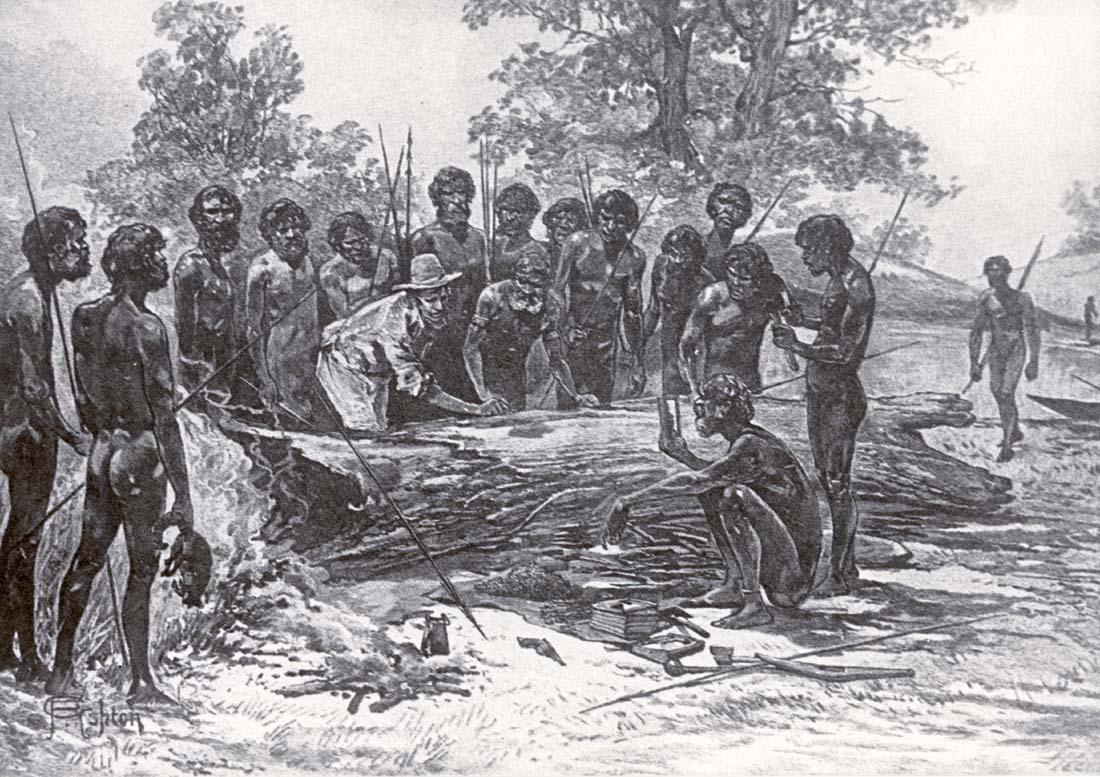
1835 Batman’s Treaty

- 1835: Der australische Geschäftsmann und Farmer John Batman schließt mit Stammesältesten der Aborigines den Pachtvertrag Batman’s Treaty über Land um die Port Phillip Bay. Der Vertrag ist das einzige Dokument für Verhandlungen europäischer Siedler über Land der Aborigines, er wird jedoch später durch den Gouverneur von New South Wales, Richard Bourke, für ungültig erklärt.
- 1836: Nach dem Tod von König Anton wird dessen Neffe Friedrich August II. neuer König von Sachsen.

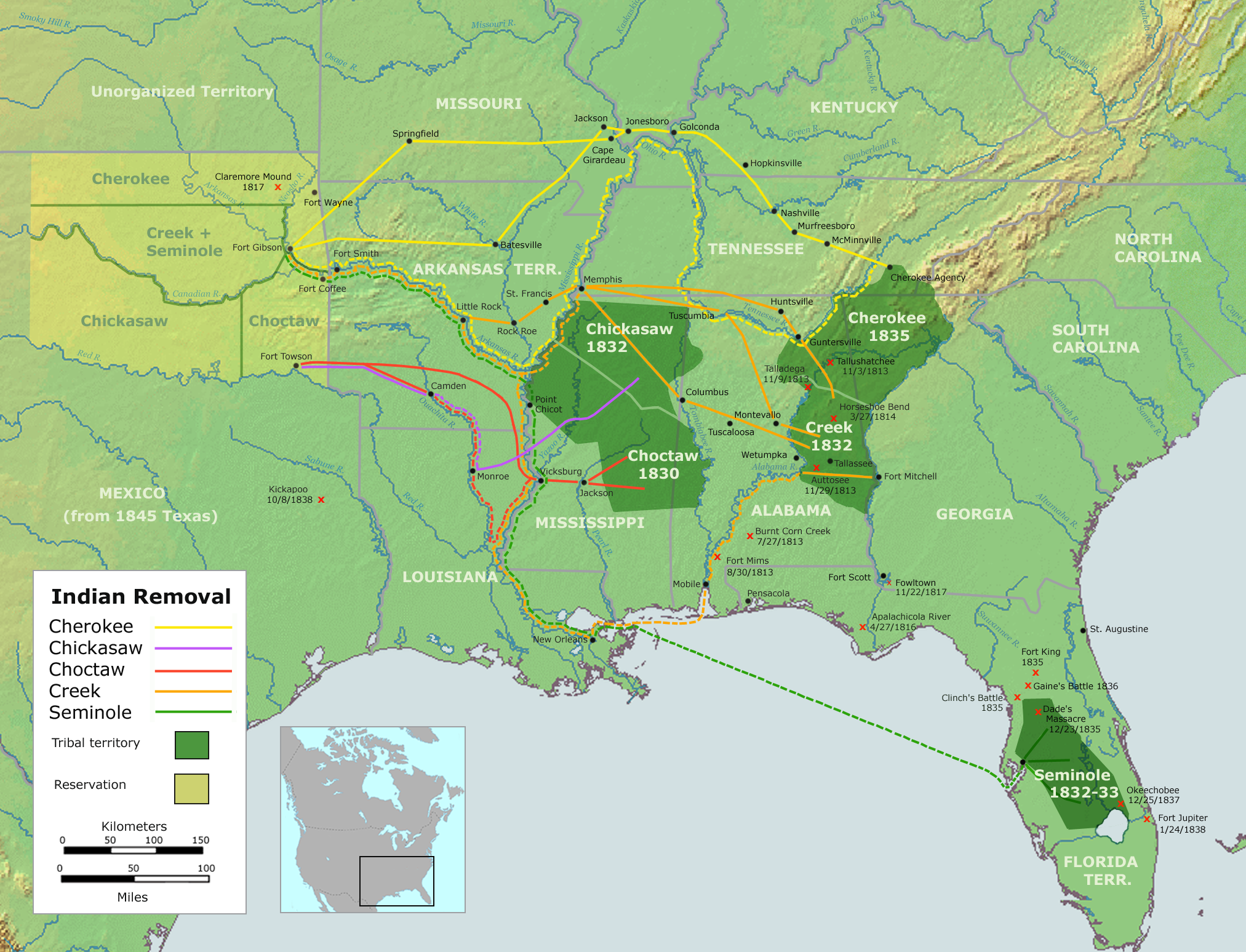
1838: Pfad der Tränen

- 1838: US-amerikanische Truppen unter General Winfield Scott beginnen auf Basis des Indian Removal Act mit der Vertreibung der Cherokee von ihren angestammten Gebieten und der Übersiedlung in ein Indianerreservat im Indianerterritorium, dem heutigen Oklahoma. Der Pfad der Tränen kostet rund 4000 der 10.000 übersiedelten Indianer das Leben.
- 1862: Im Amerikanischen Bürgerkrieg siegen die Truppen der Nordstaaten im Gefecht um Memphis und können die Stadt einnehmen.

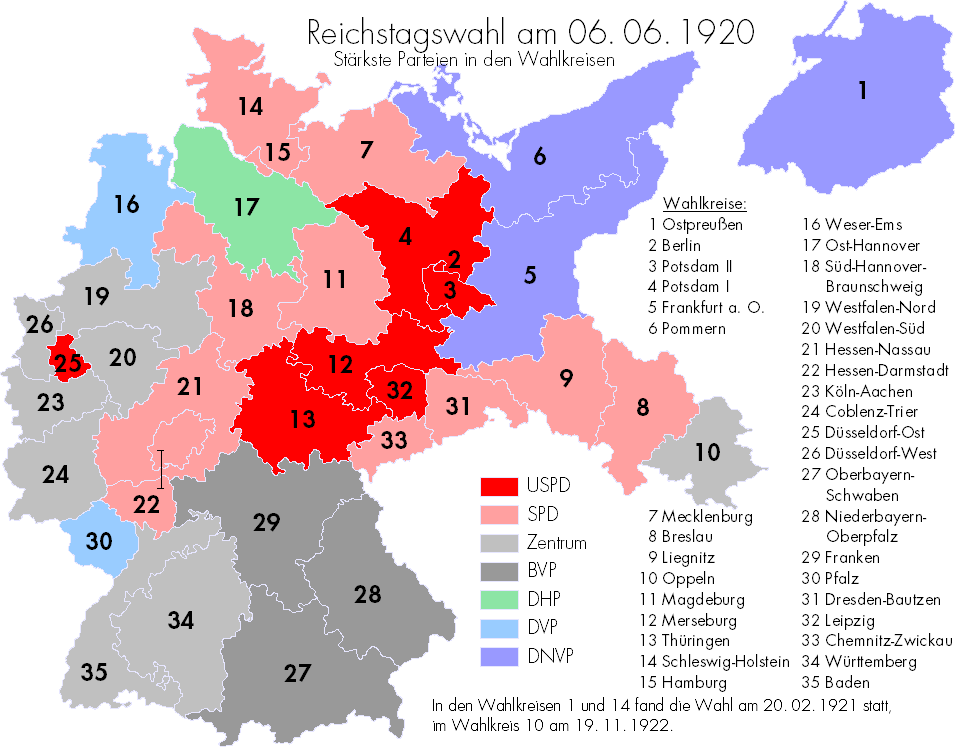
1920: Die einzelnen Wahlkreise mit den jeweils stärksten Parteien

- 1920: Bei der Reichstagswahl 1920, der ersten regulären Wahl des Reichstags in der Weimarer Republik, wird die SPD stärkste Partei, jedoch verliert die sogenannte Weimarer Koalition aus den republiktragenden Parteien ihre Mehrheit.
- 1920: Nachdem Ministerpräsident António Maria Baptista überraschend nach einer Kabinettssitzung an einem Schlaganfall gestorben ist, wird José Ramos Preto neuer Regierungschef Portugals.
- 1942: 500 japanische Marineinfanteristen gehen im Pazifikkrieg auf der US-amerikanischen Insel Kiska an Land und eröffnen die Schlacht um die Aleuten.

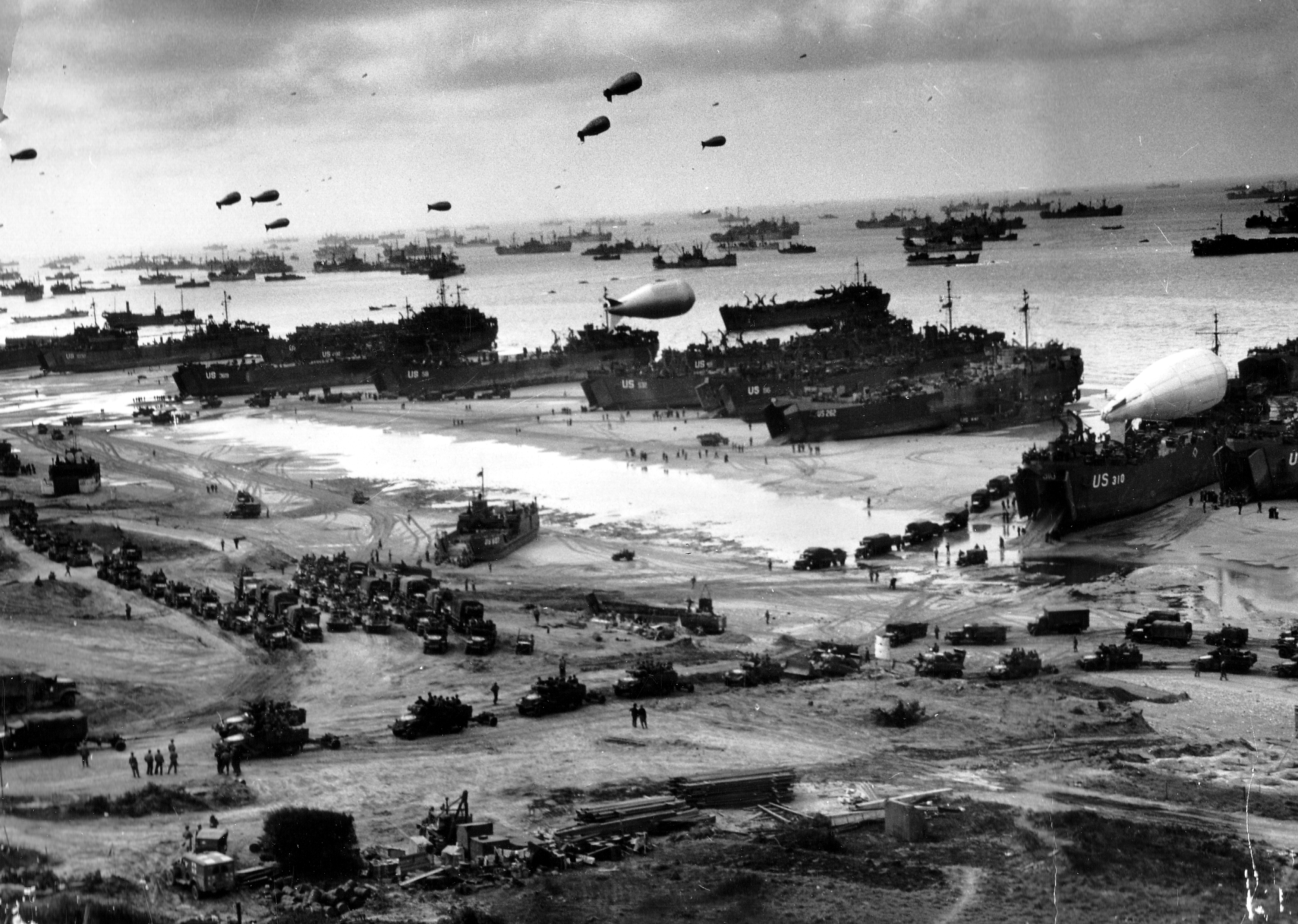
1944: Landung alliierter Truppen in der Normandie

- 1944: Die Landung alliierter Truppen an der Atlantikküste der Normandie beginnt am so genannten D-Day.
- 1961: In Stuttgart unterschreiben die Ministerpräsidenten der Länder den Staatsvertrag zur Gründung des ZDF.

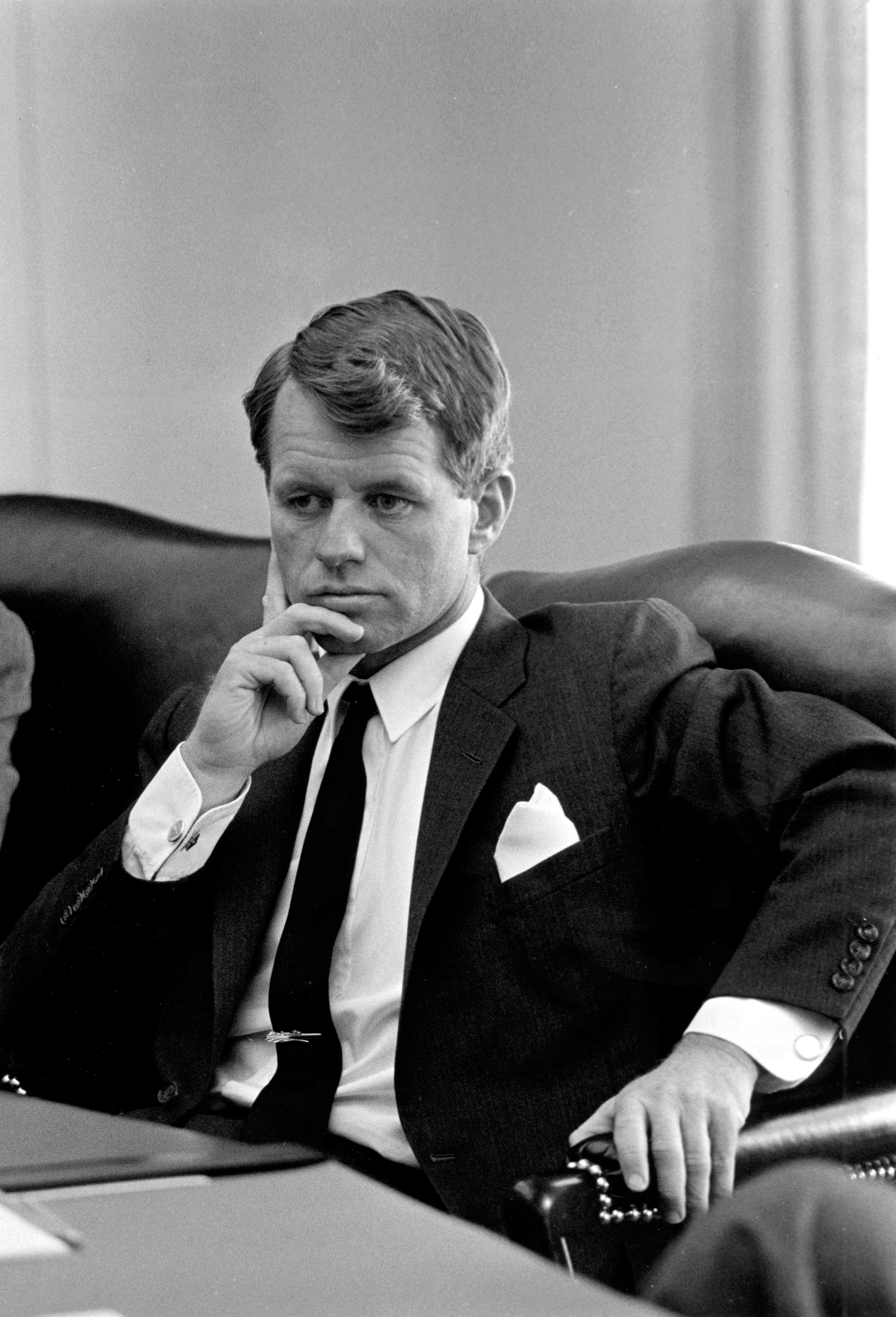
1968: Robert F. Kennedy

- 1968: Der jüngere Bruder des ermordeten US-Präsidenten John F. Kennedy, Robert F. Kennedy, der nach einer Karriere als Senatsjurist, Justizminister und Senator selbst aussichtsreich für das US-Präsidentenamt kandidierte, stirbt in Los Angeles an den Folgen eines Attentats vom Vortag.
- 1971: Initiiert von Alice Schwarzer bekennen im Stern in einer Aktion für die Abschaffung des § 218 StGB 374 Frauen öffentlich Wir haben abgetrieben!
- 1982: Israelische Truppen dringen in den Libanon ein, mit dem Ziel, die Infrastruktur der Palästinensische Befreiungsorganisation (PLO) zu zerstören.
- 1985: Im brasilianischen Embu wird das Grab von Wolfgang Gerhard geöffnet. Die exhumierten Gebeine werden später als jene des gesuchten KZ-Arztes Josef Mengele identifiziert.
- 1986: Einige Wochen nach der Nuklearkatastrophe von Tschernobyl wird das deutsche Bundesumweltministerium eingerichtet.
- 1989: Ajatollah Sayyid Ali Chamenei wird Staatsoberhaupt in Iran auf unbestimmte Zeit.
- 1990: Susanne Albrecht wird – als erste der ausgestiegenen und mit neuer Identität in der DDR lebenden RAF-Terroristen – in Ost-Berlin festgenommen.

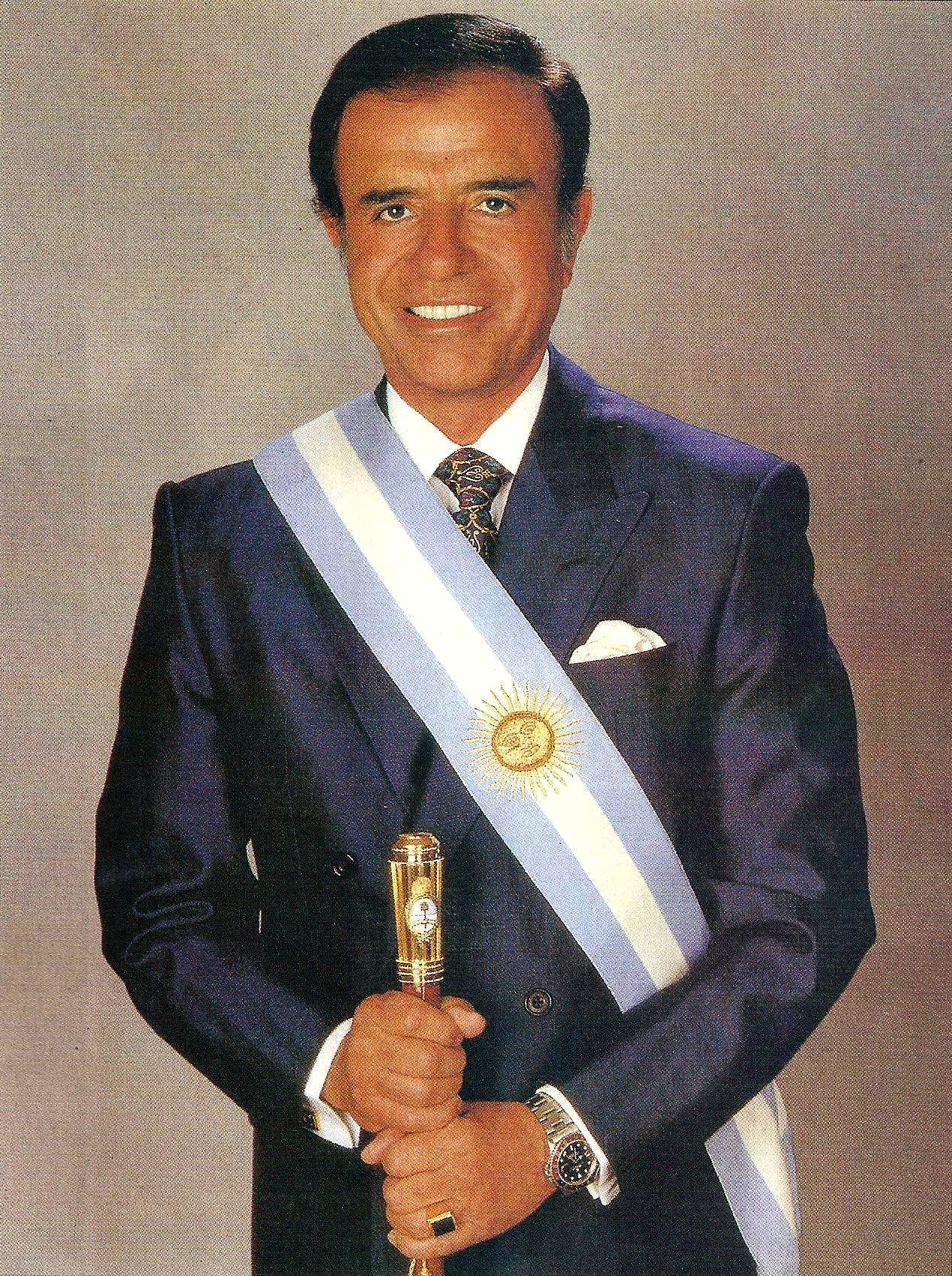
2001: Carlos Menem als Präsident

- 2001: In Argentinien wird der ehemalige Präsident Carlos Saúl Menem festgenommen. Er steht im Verdacht des Waffenhandels mit Kroatien und Ecuador während seiner Amtszeit.
- 2007: In Heiligendamm beginnt der G8-Gipfel.
- 2009: In Zürich findet die Europride mit rund 100.000 Teilnehmenden statt.
- 2016: Im Syrischen Bürgerkrieg beginnt der Sturm auf die vom IS gehaltene Stadt Raqqa.
- 2023: Im Zuge des Ukraine-Krieges wird der Kachowka-Staudamm zerstört, was zu großen Überschwemmungen und einer ökologischen Katastrophe (Ökozid) führt.

### Wirtschaft

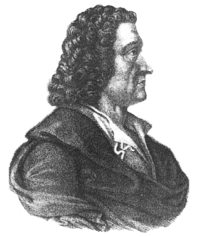
1710: Johann Friedrich Böttger

- 1710: In der Albrechtsburg in Meißen nimmt die durch Dekret Augusts des Starken am 23. Januar gegründete erste europäische Porzellanmanufaktur, die Königlich-Polnische und Kurfürstlich-Sächsische Porzellanmanufaktur, unter der Leitung von Johann Friedrich Böttger ihren Betrieb auf.
- 1907: Die Firma Henkel bietet mittels Anzeige in der Düsseldorfer Zeitung den Haushalten erstmals das Waschmittel Persil zum Kauf an. Der Markenname kann allerdings erst rund zehn Jahre später eingetragen werden. Das Produkt wird von Anfang an nur im Originalkarton und nicht als lose Ware verkauft.
- 1925: Walter Percy Chrysler, Direktor der Maxwell Motor Company, gründet die Chrysler Motor Cooperation. Die Vermögenswerte von Maxwell-Chalmers werden in die neue Organisation eingegliedert.
- 1934: In den USA wird die Wertpapier- und Börsenaufsichtsbehörde SEC gegründet.

### Wissenschaft und Technik

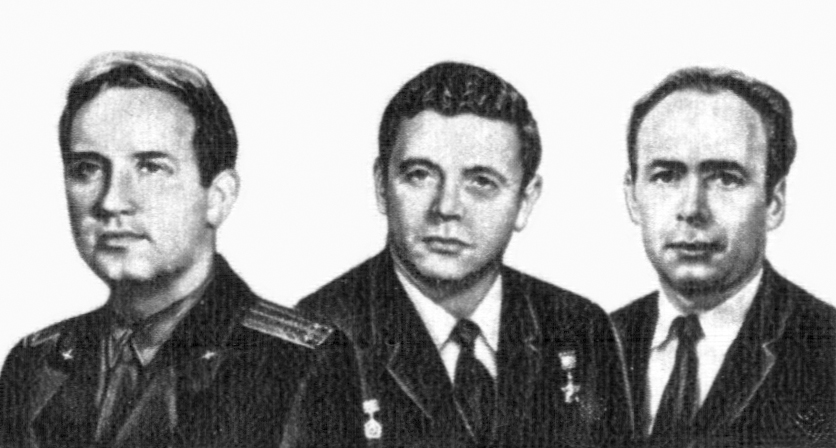
1971: Besatzung der Sojus 11

- 1971: Das sowjetische Raumschiff Sojus 11 wird gestartet. Die Besatzung kann erfolgreich an die Raumstation Saljut 1 ankoppeln, was bei der Sojus 10-Mission nicht gelungen war.
- 1984: Alexei Paschitnow stellt die erste spielbare Version von Tetris fertig.
- 1993: In Berlin beginnt die bis zum 11. Juni dauernde 9. Welt-AIDS-Konferenz mit etwa 14.000 Teilnehmern.
- 2005: Apple gibt bekannt, in Zukunft in Macs nicht mehr PowerPC Prozessoren von IBM, sondern Intel-Prozessoren einbauen zu wollen.

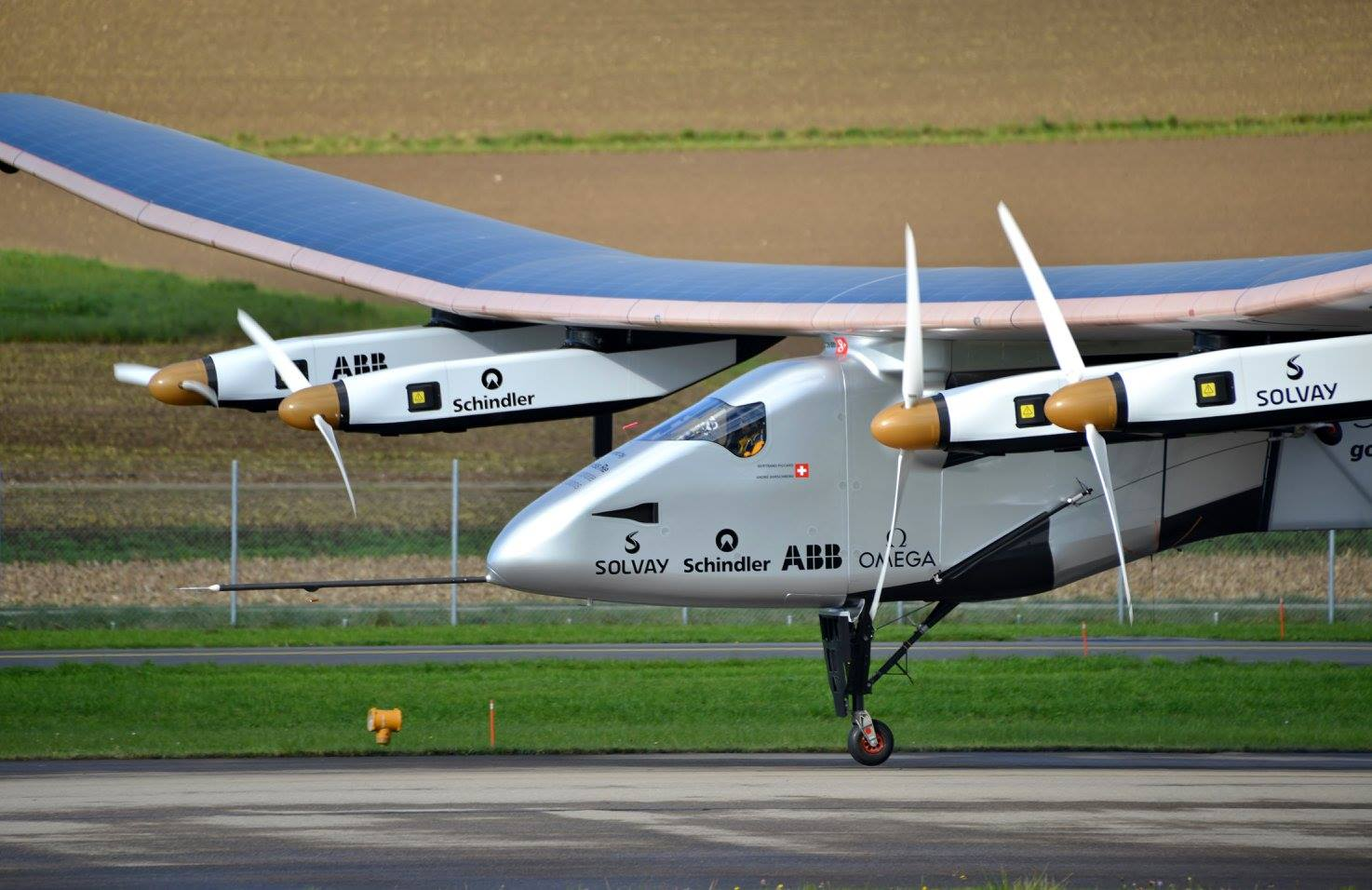
2012: Solar Impulse

- 2012: Mit der Landung des Solarflugzeuges Solar Impulse in Marokko gelingt der erste Interkontinentalflug in der Geschichte des Solar-Flugzeugbaus.
- 2018: Erfolgreich verläuft in Kasachstan vom Kosmodrom Baikonur aus der 55. Start einer bemannten Sojus-Raumkapsel zur Internationale Raumstation (ISS). Mit an Bord ist der deutsche Astronaut Alexander Gerst.

### Kultur
- 1700: Die Uraufführung der Oper Atys o L'inganno vinto dalla Costanza von Attilio Ariosti findet in Berlin statt.

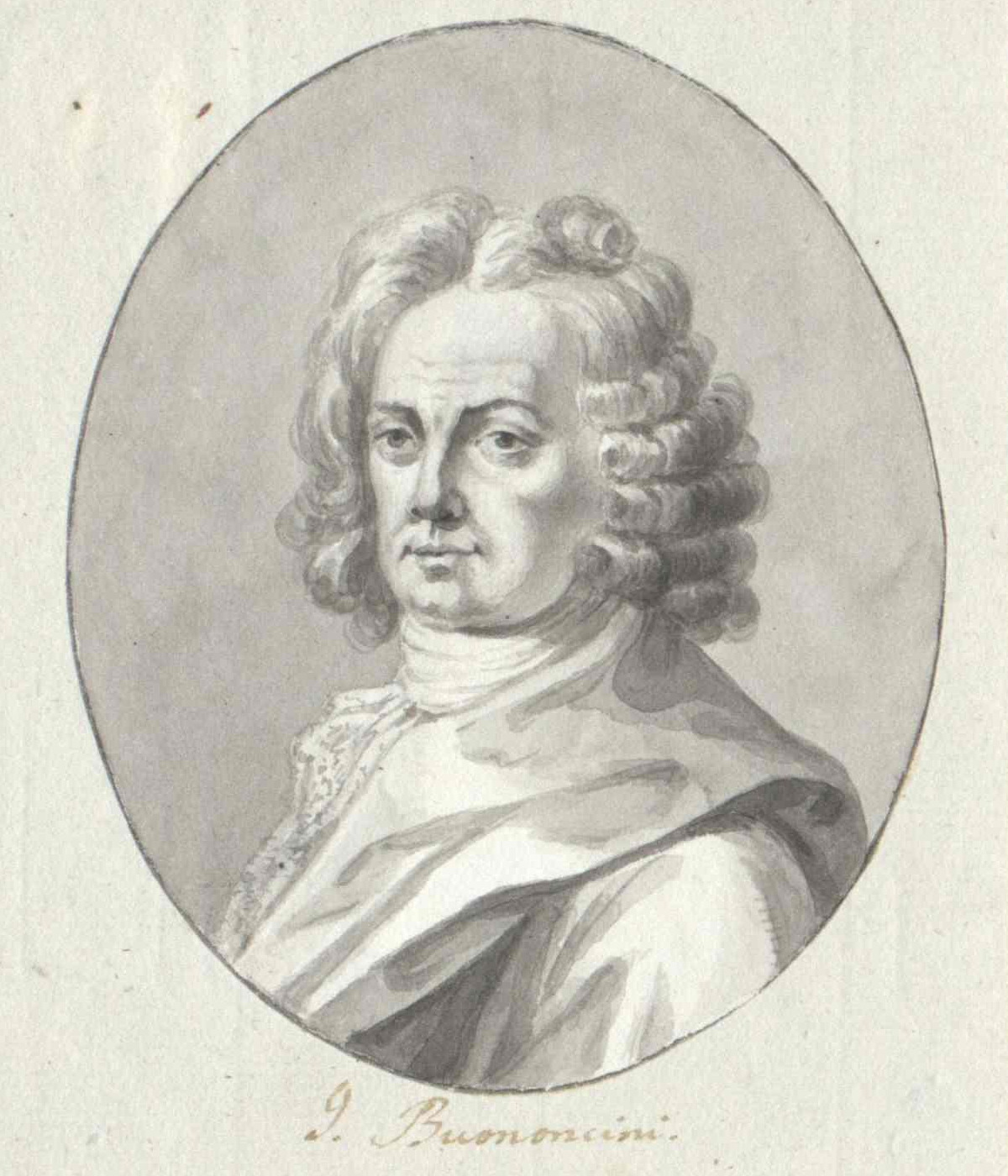
1727: Giovanni Bononcini

- 1727: Bei der letzten Saisonvorstellung der Oper Astianatte von Giovanni Bononcini beschimpfen einander die beiden Primadonnen Faustina Bordoni und Francesca Cuzzoni auf der Bühne aufs heftigste, ein Vorfall, der für beide Sängerinnen Engagements in ganz Europa mit sich bringt.
- 1924: Am Neuen Deutschen Theater in Prag wird Arnold Schönbergs musikalisches Monodrama Erwartung uraufgeführt.
- 1924: In Höchst (heute Stadtteil von Frankfurt am Main) wird das von Architekt Peter Behrens entworfene Technische Verwaltungsgebäude der Farbwerke Hoechst eingeweiht, ein Schlüsselwerk der Industriearchitektur.
- 1933: In Camden (New Jersey) eröffnet das erste Autokino. Das Camden Drive-In Theatre hat Platz für 335 Kraftfahrzeuge.
- 1951: Mit Rebecca, Hitchcocks erstem Hollywood-Film, werden die ersten Internationalen Filmfestspiele Berlin eröffnet.
- 1954: Die erste Eurovisionssendung – eine Übertragung des Montreuxer Narzissenfestes in sieben weitere Länder – wird ausgestrahlt.
- 1994: Die erste Sendung der Talkshow Arabella auf dem Fernsehsender ProSieben wird ausgestrahlt. Das Format hält sich zehn Jahre.

### Gesellschaft
- 1932: In Berlin beginnt der Caro-Petschek-Prozess, einer der aufwändigsten Strafprozesse in der Endphase der Weimarer Republik.
- 1998: Am ersten „Sozialen Tag“ von Schüler Helfen Leben tauschen 35.000 Schüler in Schleswig-Holstein ihre Schulbank gegen einen bezahlten Job und spenden umgerechnet rund 920.000 Euro für mildtätige Zwecke.
- 2000: Der Skandal um die Sondermülldeponie auf der japanischen Insel Teshima wird gerichtlich beigelegt. Der folgende Abtransport von 913.000 Tonnen Industrieabfällen und kontaminiertem Boden dauert 19 Jahre.

### Religion
- 1610: Franz von Sales und Johanna Franziska von Chantal gründen in Annecy den Orden von der Heimsuchung Mariens.
- 1844: George Williams gründet in London den ersten CVJM (The Young Men’s Christian Association, YMCA).

### Katastrophen
- 1882: In Bombay sterben über 100.000 Menschen, als ein tropischer Wirbelsturm über dem Arabischen Meer riesige Wellen in das Hafenbecken drückt.

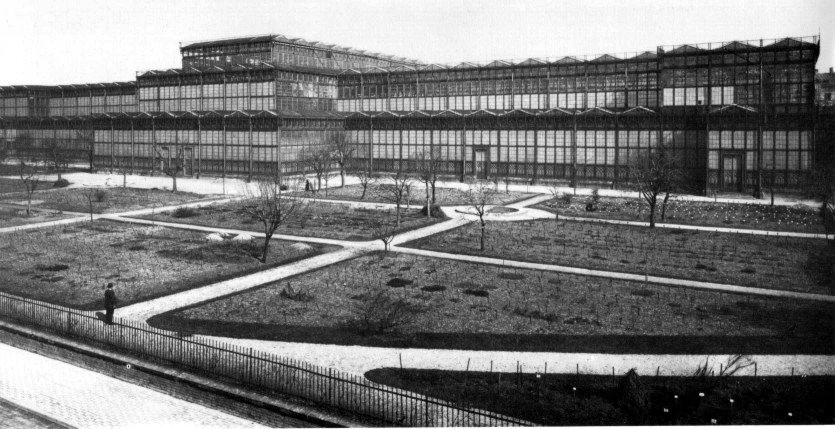
1931: Münchner Glaspalast

- 1931: Der Münchner Glaspalast brennt vollständig ab. Über 3000 Gemälde, darunter die 110 Exponate der Sonderausstellung Deutsche Romantiker, werden unwiederbringlich zerstört, weitere 1000 Werke zum Teil schwer beschädigt.
- 1972: In Hwange, Simbabwe kommt es zu einer Methanexplosion in der dortigen Kohlemine. Das Wankie coal mine disaster ist eines der größten das jemals geschah. 427 Menschen kamen dabei ums Leben.
- 1981: In Indien entgleist ein Zug auf einer Brücke über dem Bagmati-Fluss. 268 Menschen sterben, 300 werden vermisst.
- 1994: Ein Erdbeben der Stärke 6,8 in Kolumbien verursacht den Tod von 795 Menschen.
- 1994: Eine Tupolew Tu-154 der China Northwest Airlines stürzt 10 Minuten nach dem Start in Xi’an ab. Alle 160 Menschen an Bord sterben.

Kleinere Unglücksfälle sind in den Unterartikeln von Katastrophe und in der Liste von Katastrophen aufgeführt.

### Natur und Umwelt
- 1912: Mit dem Ausbruch des Novarupta in Alaska beginnt die größte Vulkaneruption des 20. Jahrhunderts, die bis zum 8. Juni andauert.

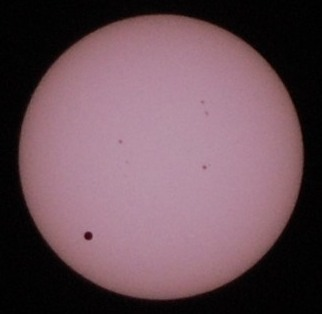
2012: Venustransit

- 2012: Ein Venustransit ist in vielen Teilen der Welt zu beobachten.

### Sport
- 1894: Der Karlsruher FC Phönix wird als Fußballverein gegründet. Es ist der älteste Vorläufer des Karlsruher SC.
- 1946: In New York wird die Basketball Association of America (BAA), Vorgängerin der National Basketball Association (NBA), gegründet.
- 1971: Horst-Gregorio Canellas, Präsident der Offenbacher Kickers, enthüllt am letzten Spieltag der Saison 1970/71, seinem 50. Geburtstag, dass Spiele durch Geldzahlungen beeinflusst worden sind. Dies löst den Bundesliga-Skandal aus.

Einträge von Leichtathletik-Weltrekorden befinden sich unter der jeweiligen Disziplin unter Leichtathletik.
Einträge zu Fußballweltmeisterschaftsspielen finden sich in den Unterseiten von Fußball-Weltmeisterschaft. Das Gleiche gilt für Fußball-Europameisterschaften.

## Geboren

### Vor dem 17. Jahrhundert
- 1243: Alix von Bretagne, französische Adelige und Kreuzfahrerin
- 1296: Wladislaus, Herzog von Liegnitz

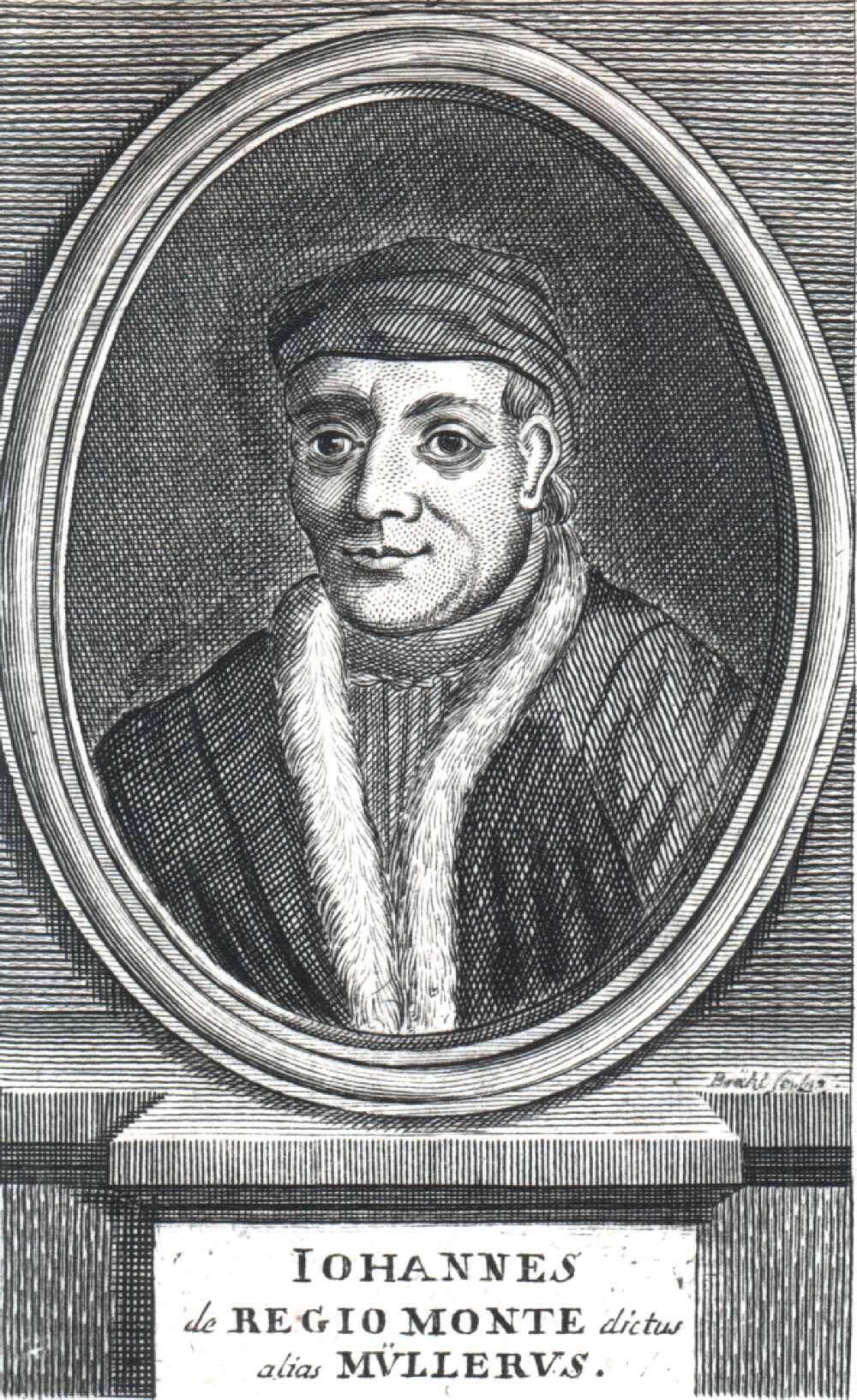
Regiomontanus (* 1436)

- 1436: Regiomontanus, deutscher Astronom, Mathematiker und Verleger
- 1470: Ottilie von Baden, Markgräfin von Baden
- 1471: Jakob II. von Baden, (Titular-)Markgraf von Baden, Erzbischof und Kurfürst von Trier
- 1502: Johann III., portugiesischer König
- 1511: Jakob Degen, deutscher Jurist, Mediziner und Philosoph
- 1519: Andrea Cesalpino, italienischer Philosoph, Botaniker und Physiologe
- 1532: Giulio Antonio Santorio, italienischer Kardinal der Römischen Kirche
- 1539: Katharina Wasa, Prinzessin von Schweden und Gräfin von Ostfriesland

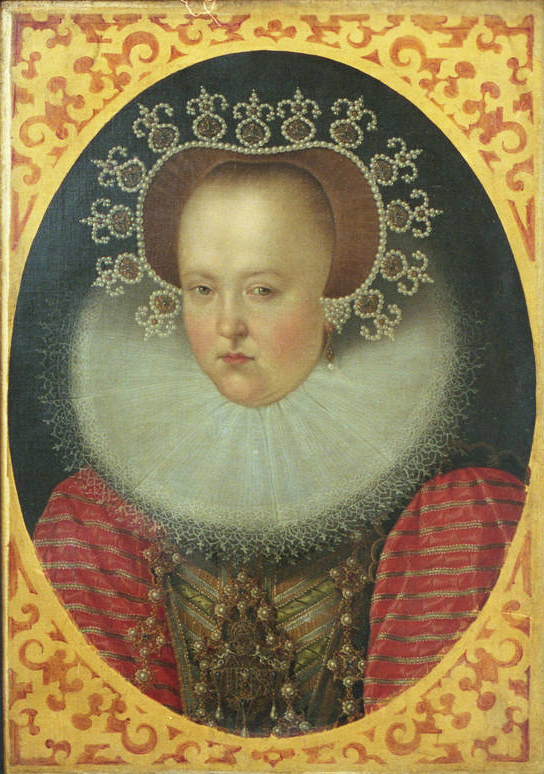
Sophie von Brandenburg, Kurfürstin von Sachsen (* 1568)

- 1568: Sophie von Sachsen, Tochter des Kurfürsten Johann Georg von Brandenburg und Kurfürstin und Regentin von Sachsen
- 1598: Johannes Müller, deutscher lutherischer Theologe
- 1599: Diego Velázquez, spanischer Maler (Taufdatum)

### 17. Jahrhundert
- 1606: Pierre Corneille, französischer Dramatiker
- 1616: François de Bourbon-Vendôme, Herzog von Beaufort, Pair von Frankreich
- 1621: Petar Zrinski, Ban von Kroatien
- 1634: Marie Elisabeth von Schleswig-Holstein-Gottorf, Landgräfin von Hessen-Darmstadt
- 1636: Þormóður Torfason, isländischer Historiker
- 1646: Hortensia Mancini, französische Adelige, Mazarinette und Mätresse des englischen Königs Karl II.
- 1661: Giacomo Antonio Perti, italienischer Komponist
- 1671: Sebastian Zeidlmayr, deutscher Geistlicher, Organist und Musikpädagoge
- 1678: Louis-Alexandre de Bourbon, Graf von Toulouse, unehelicher Sohn Ludwigs XIV.
- 1680: Johann Martin Seekatz, deutscher Maler
- 1681: Giovanni Domenico Santorini, italienischer Anatom
- 1685: Spencer Phips, britischer Kolonialpolitiker, Gouverneur der Province of Massachusetts Bay
- 1689: Antoine Louis Rouillé, Comte de Jouy, französischer Staatsmann
- 1699: Friedrich Julius von Schwerin, preußischer Generalmajor

### 18. Jahrhundert
- 1714: Joseph I., König von Portugal aus dem Hause Braganza
- 1733: Lorenz Pasch der Jüngere, schwedischer Maler
- 1735: Pierre Dallery, französischer Orgelbauer

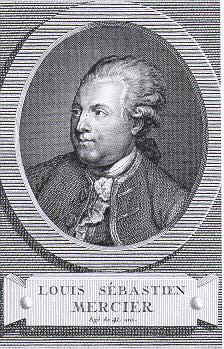
Louis-Sébastien Mercier (* 1740)

- 1740: Louis-Sébastien Mercier, französischer Schriftsteller
- 1741: Johann Conrad Eggers, deutscher lutherischer Theologe
- 1741: Michele Spirito Giorna, italienischer Zoologe und Anatom
- 1749: Johann Andreas Christian Michelsen, deutscher Mathematiker
- 1750: José Correia da Serra, portugiesischer Geistlicher, Gelehrter, Diplomat und Botaniker
- 1756: John Trumbull, US-amerikanischer Maler
- 1758: François-Marie Mayeur, französischer Schauspieler, Regisseur, Dramatiker und Verfasser von Pamphleten
- 1772: Peter Heywood, britischer Seeoffizier

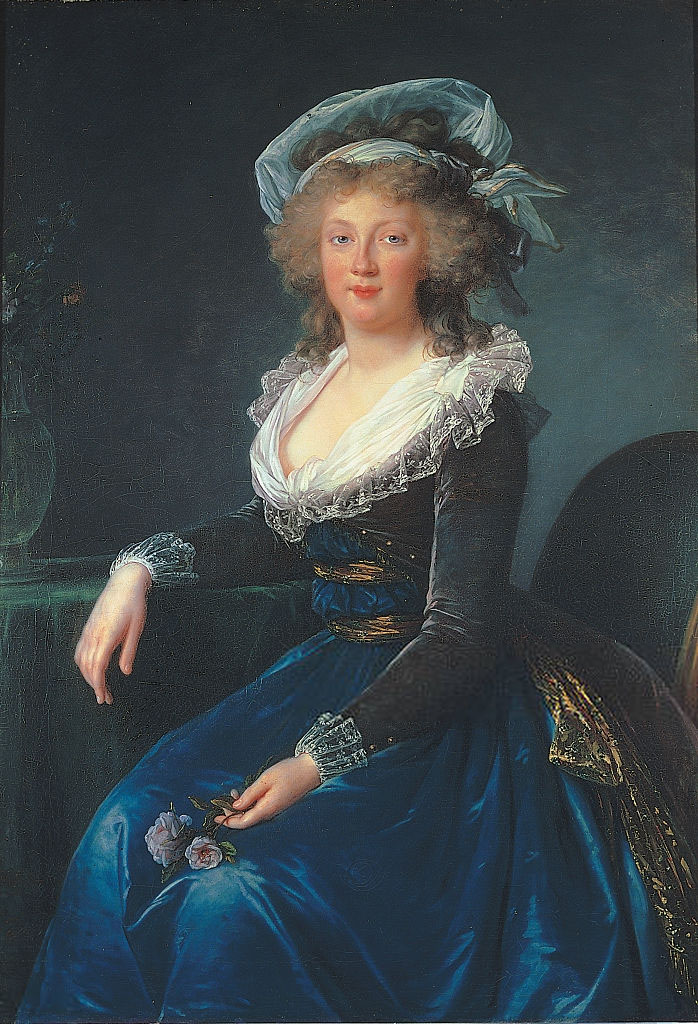
Maria Theresia von Neapel-Sizilien (* 1772)

- 1772: Maria Theresia von Neapel-Sizilien, letzte Kaiserin des Heiligen Römischen Reiches und erste Kaiserin von Österreich
- 1778: Jan Richard de Brueys, niederländischer Rechtswissenschaftler
- 1782: Nicolas Henri Jacob, französischer Zeichner
- 1787: Ferdinand Escher, Schweizer Rittmeister in russischen Diensten und Plantagenverwalter
- 1793: Peter Friedrich Engstfeld, deutscher Organist und Kirchenlieddichter
- 1797: Rehuel Lobatto, niederländischer Mathematiker
- 1798: Wilhelm Bötticher, deutscher Pädagoge und Historiker

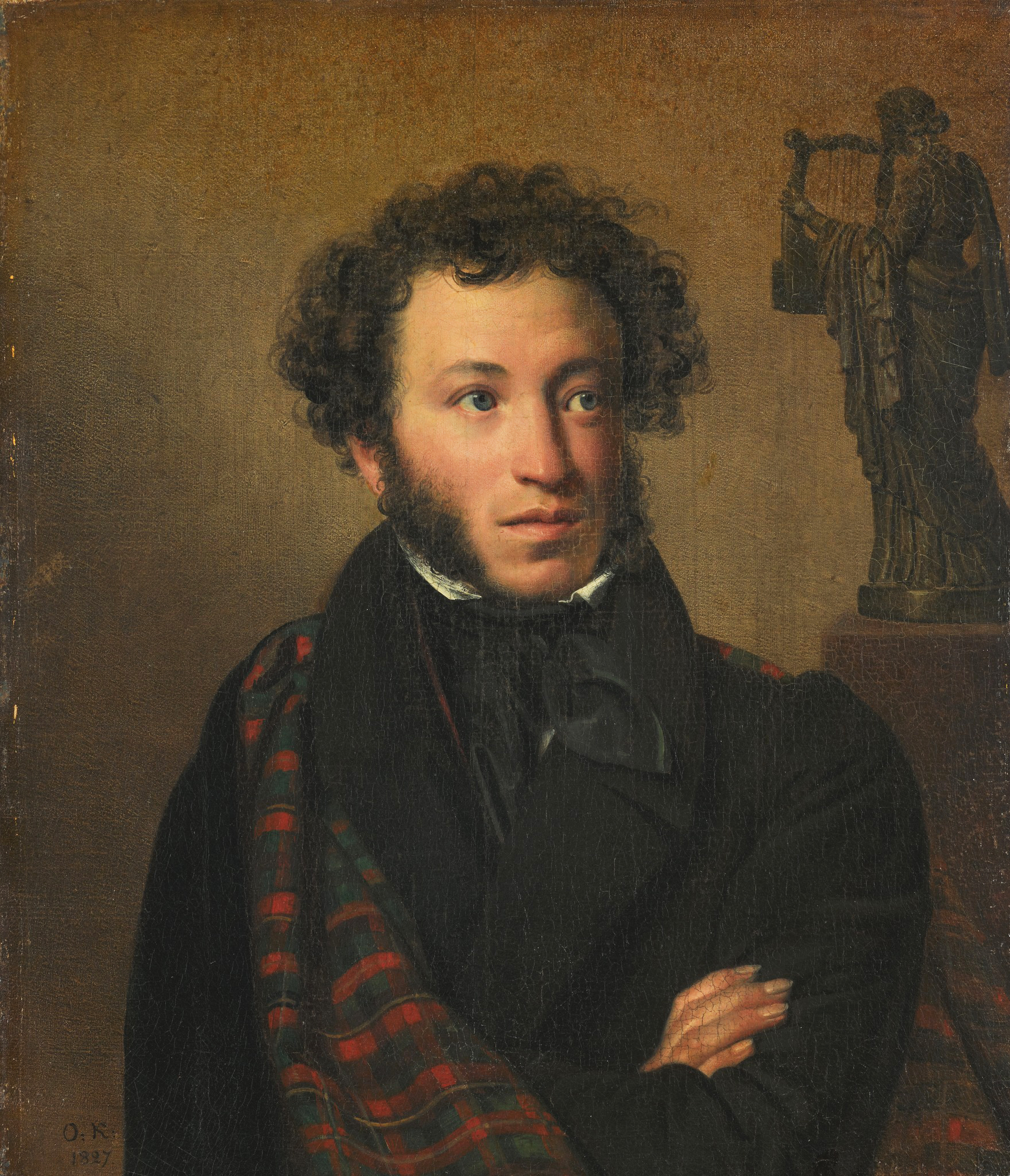
Alexander Puschkin (* 1799)

- 1799: Alexander Puschkin, russischer Dichter

### 19. Jahrhundert

#### 1801–1850
- 1802: Hermann von Arnim, Rittergutsbesitzer, Verwaltungsbeamter und Parlamentarier
- 1803: Eduard Pötzsch, deutscher Architekt und Wegbereiter der Bahnhofsarchitektur
- 1804: Per Conrad Boman, schwedischer Komponist
- 1804: Georg Heinrich Crola, deutscher Maler
- 1807: Johann Baptist Schiedermayr der Jüngere, österreichischer Geistlicher
- 1807: Adrien-François Servais, belgischer Cellist und Komponist

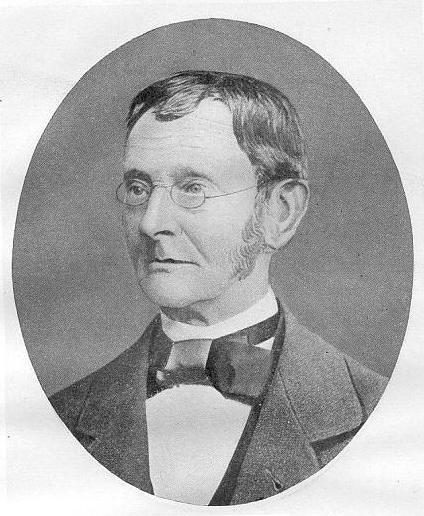
Heinrich Ludolf Ahrens (* 1809)

- 1809: Heinrich Ludolf Ahrens, deutscher klassischer Philologe
- 1809: Timothy Shay Arthur, US-amerikanischer Schriftsteller
- 1810: Giuseppe Pioda, Schweizer Architekt und Ingenieur
- 1810: Friedrich Wilhelm Schneidewin, deutscher Altphilologe
- 1813: Hermann Riedel, deutscher Kantor, Organist und Komponist
- 1817: Alexander Forbes, schottischer Bischof
- 1819: Ernst Wilhelm von Brücke, deutscher Physiologe
- 1822: Franz Wilhelm Sonreck, deutscher Orgelbauer
- 1825: Friedrich Bayer, deutscher Industrieller, Gründer der Farbenfabrik Friedrich Bayer (heute Bayer AG)
- 1825: Ignaz Vinzenz Zingerle, Südtiroler Literaturwissenschaftler und Schriftsteller
- 1828: Andreas Allescher, deutscher Mykologe
- 1829: Hon’inbō Shūsaku, japanischer Go-Spieler
- 1834: Johannes Eschmann, Schweizer Landwirt und Politiker
- 1834: Annie Adams Fields, US-amerikanische Schriftstellerin
- 1835: Adolf Heyduk, tschechischer Dichter

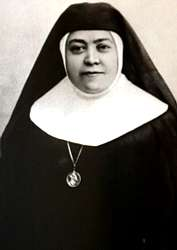
Bonifacia Rodríguez Castro (* 1837)

- 1837: Bonifacia Rodríguez Castro, spanische katholische Ordensfrau und Ordensgründerin
- 1835: Peter Langen, deutscher Altphilologe
- 1840: John Stainer, englischer Organist und Komponist
- 1841: Heinrich Haukohl, deutscher Kaufmann und Handelsrichter
- 1841: Eliza Orzeszkowa, polnische Schriftstellerin
- 1849: August Metz, deutscher Jurist und Landtagspräsident der Landstände des Großherzogtums Hessen
- 1849: William T. Watson, US-amerikanischer Politiker
- 1850: Leberecht von Kotze, preußischer Kammerherr und Hofzeremonienmeister
- 1850: Ferdinand Braun, deutscher Physiker, Elektrotechniker und Fernsehpionier, Nobelpreisträger

#### 1851–1900
- 1857: Karl Pommerhanz, österreichischer Comiczeichner
- 1862: Leopold Anton Johann Armbruster, deutscher Bildhauer
- 1865: Henry Pels, deutscher Unternehmer
- 1866ː Julie Elias, deutsch-jüdische Modejournalistin, Verfasserin von Kochbüchern
- 1866: Horace Micheli, Schweizer Journalist und Politiker
- 1866: Wilhelm Wandschneider, deutscher Bildhauer
- 1868: Heinrich Held, deutscher Journalist und Politiker, MdL, Landesminister, Ministerpräsident von Bayern
- 1868: Dawid Janowski, polnischer Schachspieler
- 1868: Robert Falcon Scott, britischer Marineoffizier und Polarforscher
- 1869: Siegfried Wagner, deutscher Komponist und Leiter der Bayreuther Festspiele
- 1872: Alix von Hessen-Darmstadt, als Gattin des Zaren Nikolaus II. letzte Kaiserin von Russland
- 1873: Emil Grünenfelder, Schweizer Jurist und Politiker

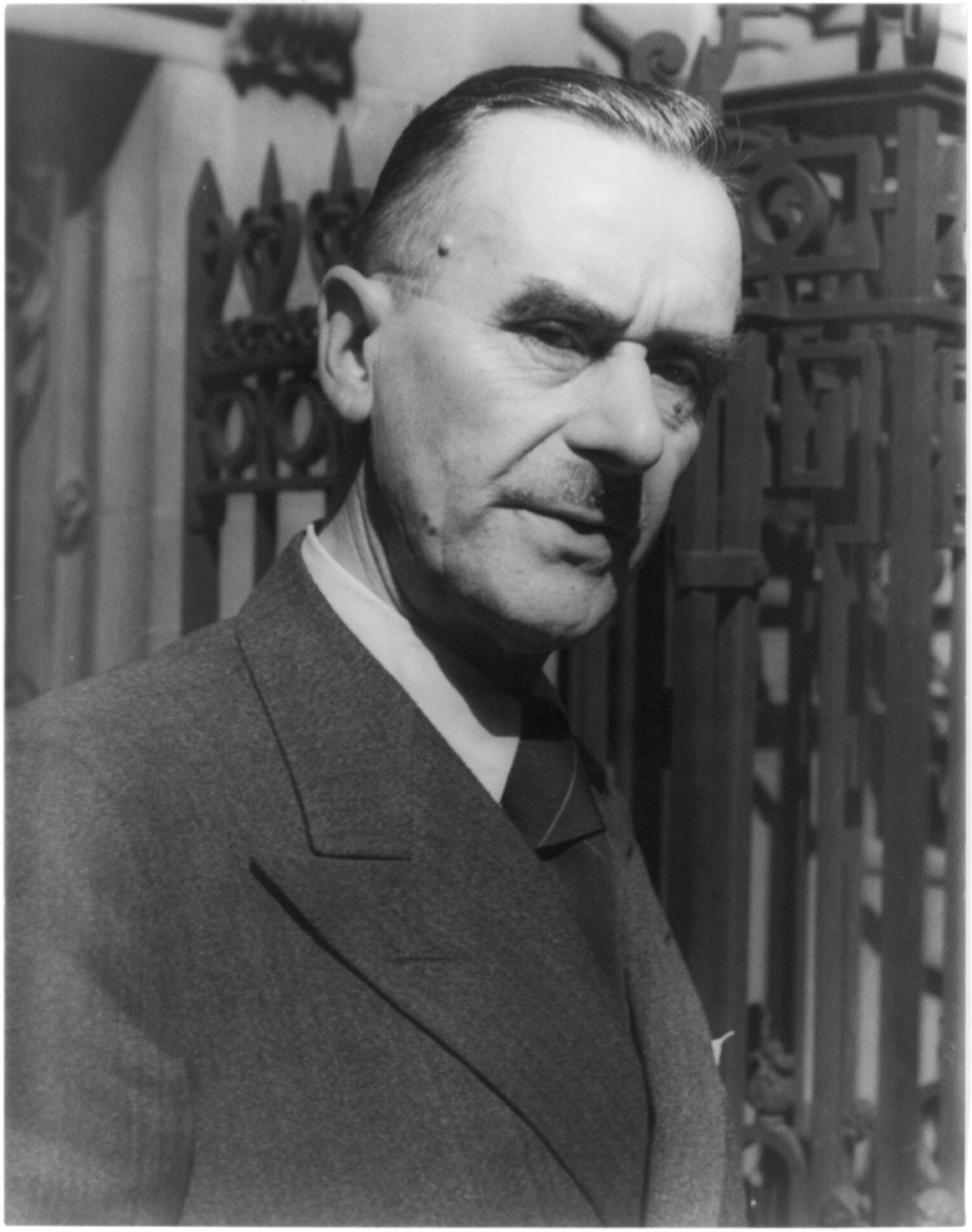
Thomas Mann (* 1875)

- 1875: Thomas Mann, deutscher Schriftsteller, Nobelpreisträger
- 1877: Karl Mras, österreichischer Altphilologe
- 1879: Bartolomeo Blanche Espejo, chilenischer Militär und Politiker, Minister, Staatspräsident
- 1880: William Thomas Cosgrave, irischer Politiker, Regierungschef
- 1880: Norbert Jacques, luxemburgischer Schriftsteller
- 1880: Paul Spamann, deutscher Automobilrennfahrer
- 1882: Ernst Krieck, deutscher Pädagoge und Schriftsteller
- 1885: Gid Tanner, US-amerikanischer Musiker
- 1886: Edvard Rusjan, slowenischer Luftfahrtpionier
- 1888ː Gertrud Lincke, deutsche Architektin
- 1888: Walerian Wladimirowitsch Kuibyschew, sowjetischer Politiker
- 1889: David Teivonen, finnischer Kunstturner

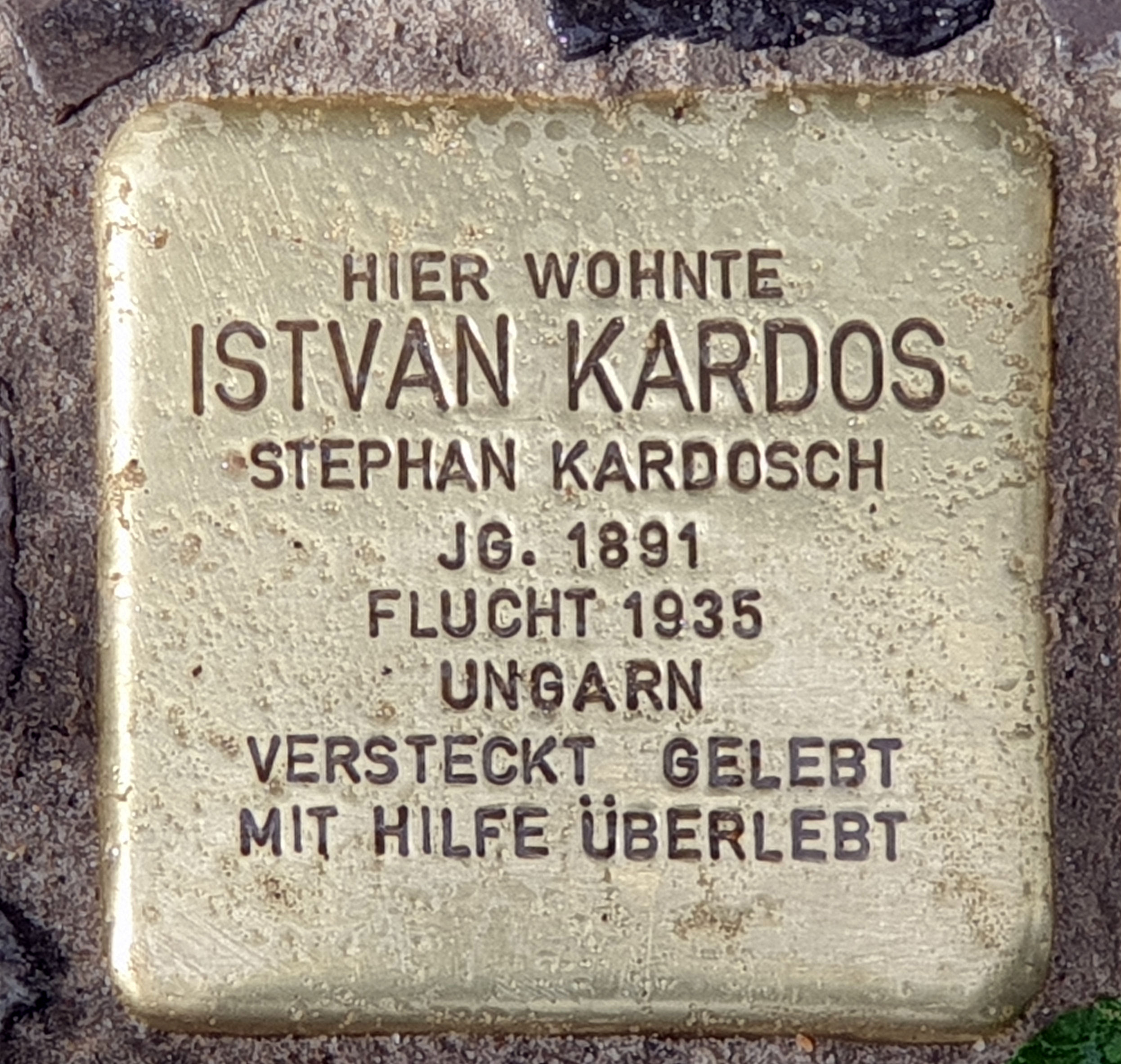
Stolperstein István Kardos (* 1891)

- 1891: István Kardos, ungarischer Komponist, Dirigent, Gesangspädagoge, Pianist und Jazz-Musiker
- 1891: Ernst von Windheim, deutscher Verwaltungsjurist
- 1892: Johannes Kunze, deutscher Politiker, MdL, MdB
- 1893: Otto Pankok, deutscher Maler, Zeichner und Bildhauer
- 1894: John Hargrave, britischer Zeichner, Autor und Politiker
- 1894: Walter Kaßner, deutscher Politiker, Bürgermeister von Magdeburg

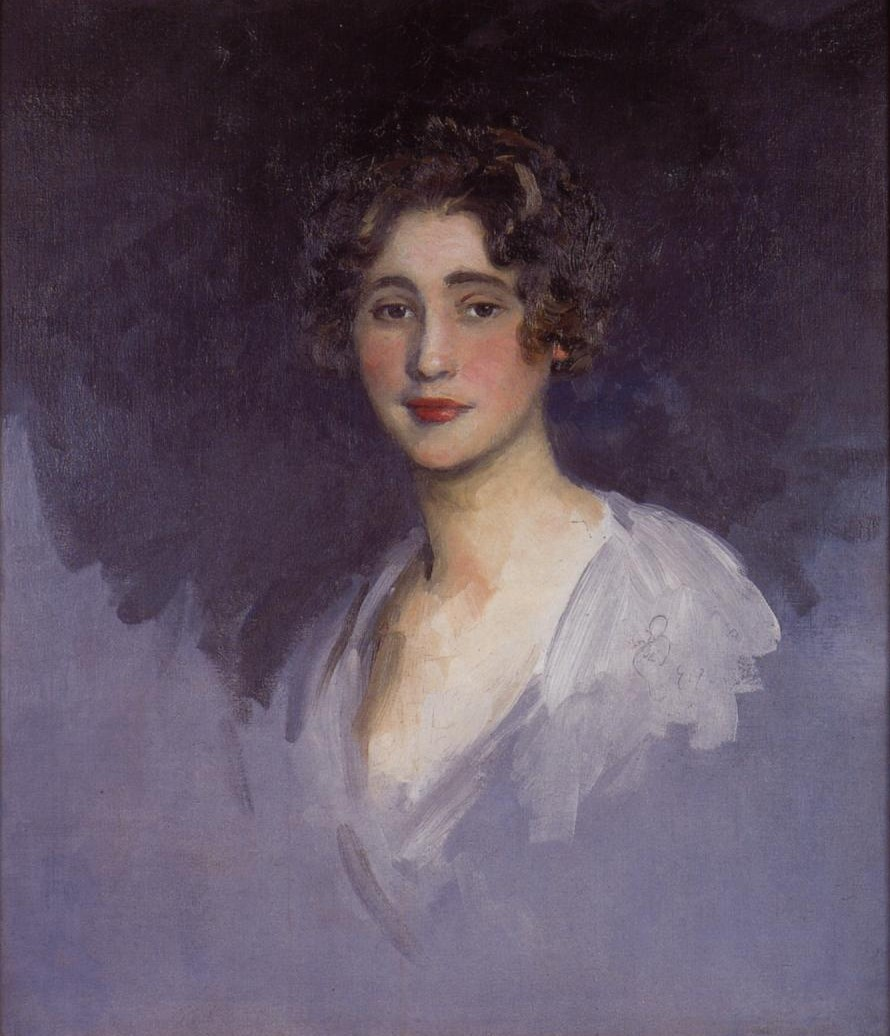
Violet Trefusis (* 1894)

- 1894: Violet Trefusis, britische Schriftstellerin
- 1896: Italo Balbo, italienischer Politiker und Luftfahrtpionier
- 1898: Walter Abel, US-amerikanischer Schauspieler
- 1898: René Bonneau, französischer Automobilrennfahrer
- 1900: Arthur Askey, britischer Komiker und Schauspieler

### 20. Jahrhundert

#### 1901–1925
- 1901: Anton Cromme, deutscher Apotheker und Lokalpolitiker, MdL

Sukarno (* 1901)

- 1901: Sukarno, indonesischer Staatspräsident
- 1902: Herta Gotthelf, deutsche Politikerin und Parteifunktionärin
- 1902: Axel Ivers, deutscher Schauspieler, Theaterregisseur, Hörspielsprecher, Bühnenautor und Übersetzer
- 1902ː Dorothee Poelchau, deutsche Bibliothekarin, Widerstandskämpferin gegen den Nationalsozialismus, Gerechte unter den Völkern
- 1902: Tim Rose-Richards, britischer Automobilrennfahrer und Marineflieger
- 1903: Gottlob Auwärter, deutscher Karosseriebauer und Unternehmer
- 1903: Aram Chatschaturjan, russischer Komponist
- 1903: Rafael Paasio, finnischer Politiker
- 1904: Hans Pauer, österreichischer Archivar und Bibliothekar
- 1905: Georges C. Anawati, ägyptischer Dominikaner, Priester und Islamwissenschaftler
- 1905: Arthur Mendel, US-amerikanischer Chordirigent, Musikwissenschaftler und -pädagoge
- 1906: Gennaro Auricchio, italienischer Industrieller und Motorrad- sowie Automobilrennfahrer
- 1906: Stu Clancy, US-amerikanischer American-Football-Spieler
- 1906: Max August Zorn, US-amerikanischer Professor der Mathematik
- 1908: Giovanni Bracco, italienischer Automobilrennfahrer
- 1908: Rudolf Gramlich, deutscher Fußballspieler
- 1910: Fritzi Burger, österreichische Eiskunstläuferin
- 1910: Axel Monjé, deutscher Schauspieler und Synchronsprecher
- 1911: Jean Cayrol, französischer Dichter

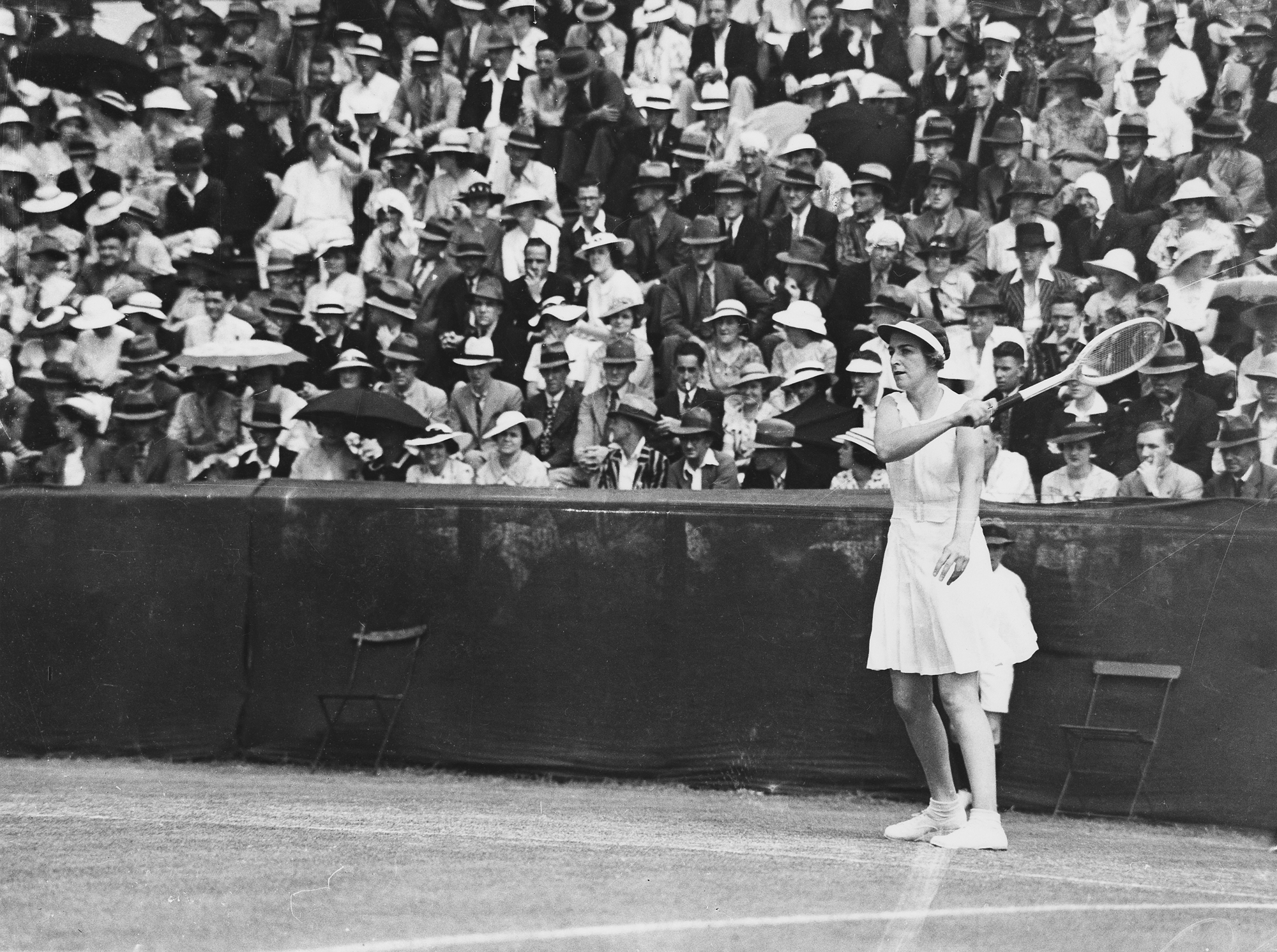
Joan Hartigan * 1912

- 1912: Joan Hartigan, australische Tennisspielerin
- 1912: María Montez, US-amerikanische Schauspielerin
- 1913: Herbert Aschmann, deutscher Maler
- 1913: Arno Behrisch, deutscher Politiker, MdB
- 1913: Francis Preston, britischer Regattasegler
- 1914: Gisela Schlüter, deutsche Schauspielerin und Kabarettistin
- 1915: Vincent Persichetti, amerikanischer Komponist

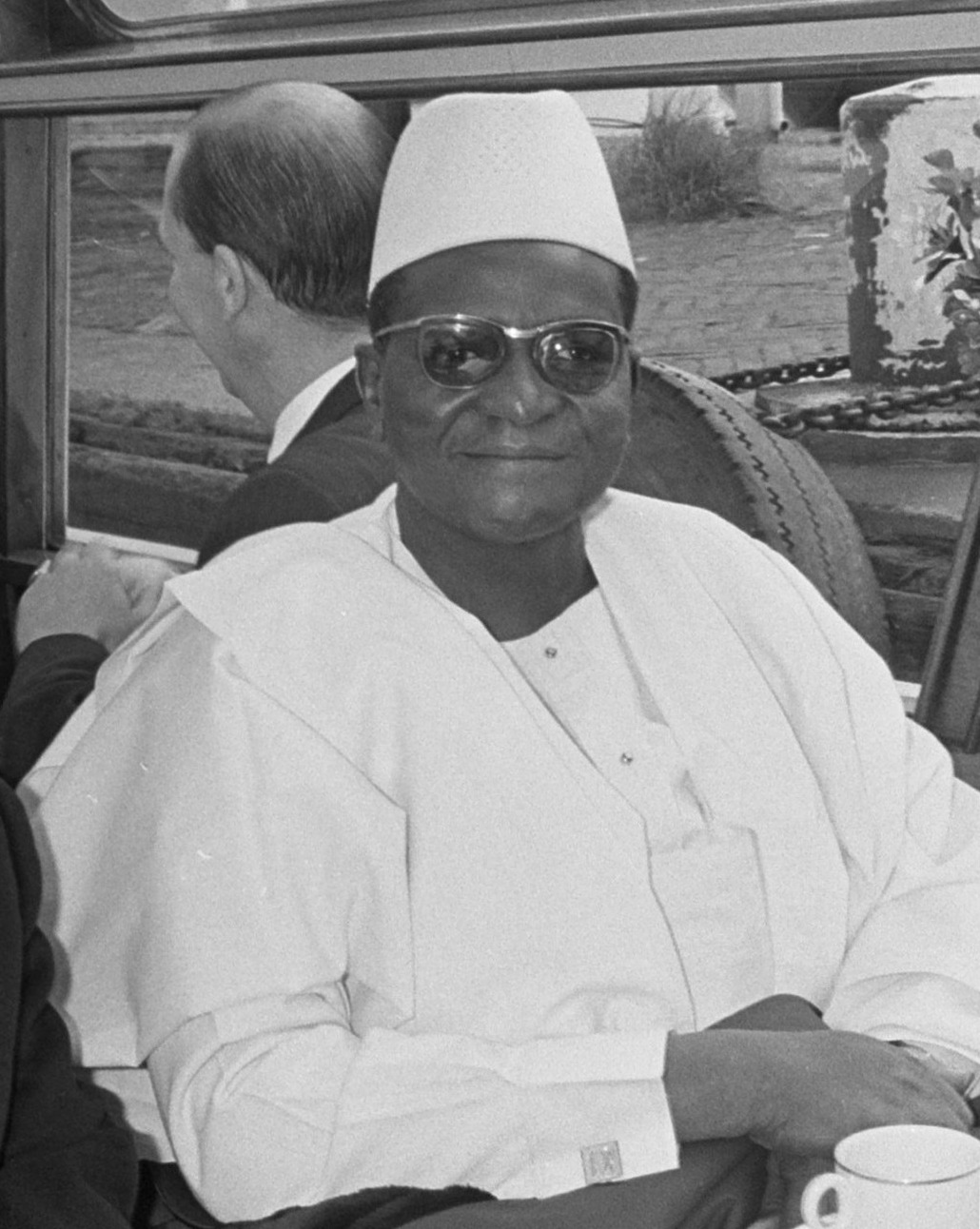
Hamani Diori (* 1916)

- 1916: Hamani Diori, nigerianischer Staatspräsident
- 1916: Irene von Meyendorff, deutsche Schauspielerin
- 1917: Kirk Kerkorian, US-amerikanischer Unternehmer
- 1918: Mariana Sansón Argüello, nicaraguanische Lyrikerin und Malerin
- 1919: Rudolf am Bach, Schweizer Pianist und Musikpädagoge
- 1919: Peter Carington, 6. Baron Carrington, britischer Politiker
- 1920: Richard Bein, deutscher Nachrichtendienstler
- 1920: Serge Lang, französischer Sportjournalist
- 1920: Robert Turner, kanadischer Komponist und Musikpädagoge
- 1921: Horst-Gregorio Canellas, deutsch-spanischer Unternehmer und Fußballfunktionär
- 1922: Iain Hamilton, britischer Komponist und Musikpädagoge
- 1923: V. C. Andrews, US-amerikanische Schriftstellerin
- 1923: Ivor Bueb, britischer Automobilrennfahrer
- 1924: Serge Nigg, französischer Komponist
- 1924: Radovan Richta, tschechoslowakischer Soziologe und Philosoph
- 1924: Robert Piloty, deutscher Ingenieur und Informatiker
- 1925: Al Grey, US-amerikanischer Jazzposaunist
- 1925ː Maxine Kumin, US-amerikanische Lyrikerin, Pulitzer-Preisträgerin

#### 1926–1950
- 1926: Klaus Tennstedt, deutscher Dirigent, Bruckner- und Mahler-Spezialist
- 1927: Ursula Böttcher, deutsche Dompteuse
- 1927: Werner Wollenberger, Schweizer Autor, Regisseur, Journalist und Kritiker
- 1929: Fasia Jansen, deutsche politische Liedermacherin und Friedensaktivistin

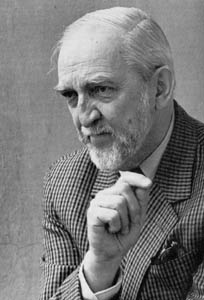
Bogusław Schaeffer (* 1929)

- 1929: Bogusław Schaeffer, polnischer Komponist, Musikwissenschaftler und -pädagoge
- 1932: Jan Adriaensens, belgischer Radrennfahrer
- 1932: Billie Whitelaw, britische Schauspielerin
- 1933: Erdmann-Michael Hinz, deutscher Bildhauer
- 1933: Heinrich Rohrer, Schweizer Physiker
- 1933: Ferdinand Weiss, österreichischer Komponist, Dirigent und Musikpädagoge
- 1934: Albert II., belgischer König
- 1934: Arto Salomaa, finnischer Informatiker und Mathematiker
- 1934: Taichi Yamada, japanischer Schriftsteller und Drehbuchautor
- 1935: Grant Green, US-amerikanischer Jazzgitarrist und Komponist
- 1935: Bobby Mitchell, US-amerikanischer American-Football-Spieler
- 1936: Dwight Winenger, US-amerikanischer Komponist
- 1937: Liana Orfei, italienische Schauspielerin und Zirkuskünstlerin
- 1938: Conny Gasser, Schweizer Zirkusdirektor
- 1939: Louis Andriessen, niederländischer Komponist
- 1939: Gary U. S. Bonds, US-amerikanischer Sänger
- 1940: Willie John McBride, irischer Rugbyspieler
- 1940: Antonella Ragno-Lonzi; Italienische Fechterin
- 1940: Hugo Walser, Liechtensteiner Leichtathlet
- 1942: Klaus Bednarz, deutscher Journalist

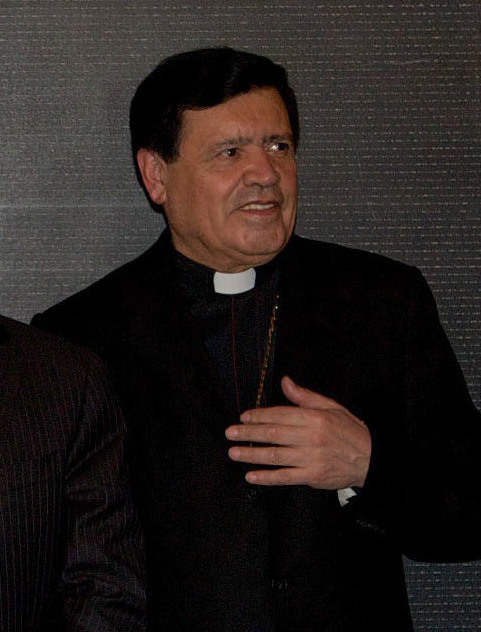
Norberto Rivera Carrera (* 1942)

- 1942: Norberto Rivera Carrera, mexikanischer Geistlicher, Erzbischof von Mexiko-Stadt, Kardinal
- 1943: Jürgen Bock, deutscher Mathematiker und Biometriker
- 1943: André Gouzes, französischer Kirchenmusiker, Komponist, Priester und Schriftsteller
- 1943: Klaus Mangold, deutscher Manager
- 1943: Richard E. Smalley, US-amerikanischer Chemiker, Nobelpreisträger
- 1944: Edgar Froese, deutscher Komponist und Musiker (Tangerine Dream), Pionier der elektronischen Musik
- 1944: Alberto Matos, portugiesischer Leichtathlet
- 1944: Tommie Smith, US-amerikanischer Leichtathlet
- 1945: Allen Boyd, US-amerikanischer Politiker
- 1945: Theo Zwanziger, deutscher Sportfunktionär, Präsident des Deutschen Fußball-Bundes
- 1946: Ruedi Hunsperger, Schweizer Schwinger
- 1946: Tony Levin, US-amerikanischer Musiker
- 1946: Sherwood Stewart, US-amerikanischer Tennisspieler
- 1947: Robert Englund, US-amerikanischer Schauspieler und Regisseur
- 1947: Ada Kok, niederländische Schwimmerin
- 1948: Jürgen Marcus, deutscher Sänger
- 1949: Linda Barnes, US-amerikanische Schriftstellerin
- 1949: Albert Frick, liechtensteinischer Skirennläufer
- 1949: Lonnie Frisbee, US-amerikanischer Hippie und Evangelist
- 1949: Paul Lovens, deutscher Musiker
- 1949: Käte Meyer-Drawe, deutsche Pädagogin

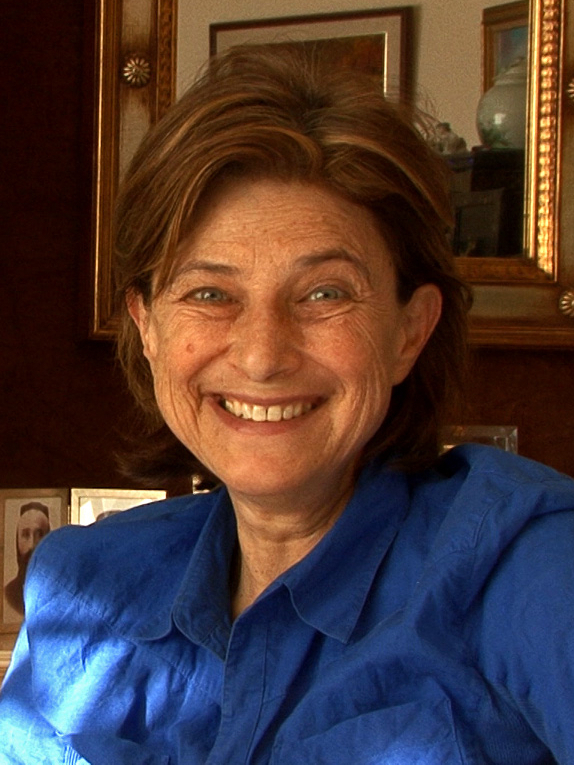
Chantal Akerman (* 1950)

- 1950: Chantal Akerman, belgische Filmregisseurin und -professorin

#### 1951–1975
- 1951: Gabriele Auenmüller, deutsche Opernsängerin und Souffleuse
- 1951: Lorenz Jäger, deutscher Soziologe und Journalist
- 1952: Thomas Arndt, deutscher Lehrer und Ornithologe
- 1952: Detlef Beiersdorf, deutscher Fußballspieler
- 1953: Marianela Sánchez, dominikanische Sängerin
- 1954: Harvey Fierstein, US-amerikanischer Schauspieler, Autor und Sänger
- 1954: Władysław Żmuda, polnischer Fußballspieler

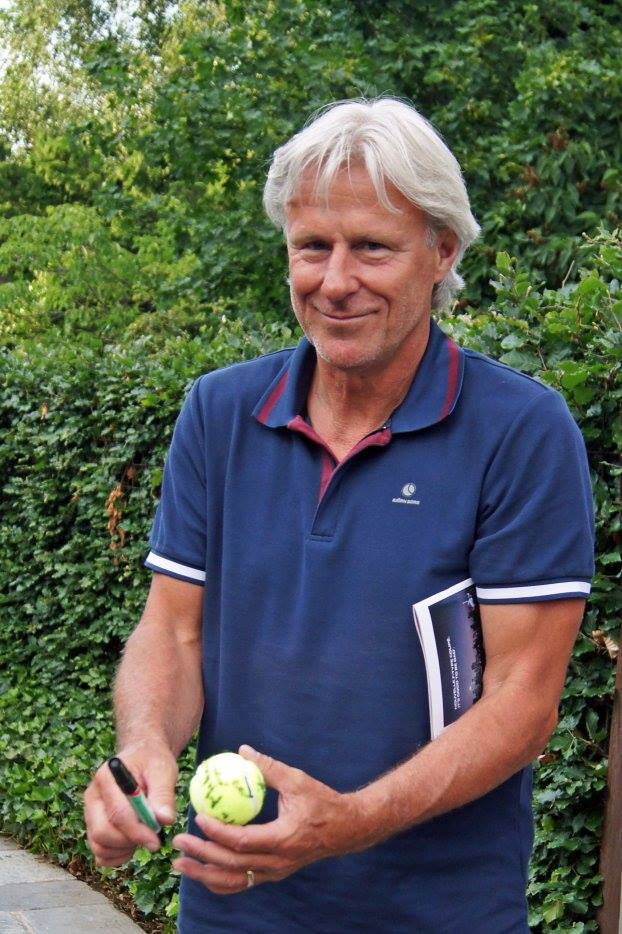
Björn Borg (* 1956)

- 1956: Björn Borg, schwedischer Tennisspieler
- 1956: Hans-Peter Ferner, deutscher Leichtathlet
- 1957: Fred Arbinger, deutscher Fußballspieler und -trainer
- 1957: Stefano Braschi, italienischer Fußballschiedsrichter
- 1957: Christian Rach, deutscher Koch
- 1959: Jürgen Bärsch, deutscher römisch-katholischer Theologe, Diözesanpriester und Universitätsprofessor
- 1959: Rainer Kaufmann, deutscher Regisseur und Drehbuchautor
- 1959: Neal H. Moritz, US-amerikanischer Filmproduzent
- 1960: Lola Forner, spanische Schauspielerin
- 1960: Johannes Rotter, deutscher Schauspieler und Drehbuchautor
- 1960: Steve Vai, US-amerikanischer Gitarrist und Komponist
- 1961: Tom Araya, chilenischer Bassist und Sänger
- 1961: Dee C Lee, britische Sängerin
- 1961: Gary Schwindt, deutsch-kanadischer Eishockeyspieler
- 1961: Gary Thomas, US-amerikanischer Jazzmusiker
- 1962: Alex Datcher, US-amerikanische Schauspielerin
- 1962: Hirokazu Koreeda, japanischer Filmregisseur und Filmproduzent
- 1963: Eric Cantor, US-amerikanischer Politiker, Mitglied des Repräsentantenhauses
- 1963: Andreas Englisch, deutscher Journalist

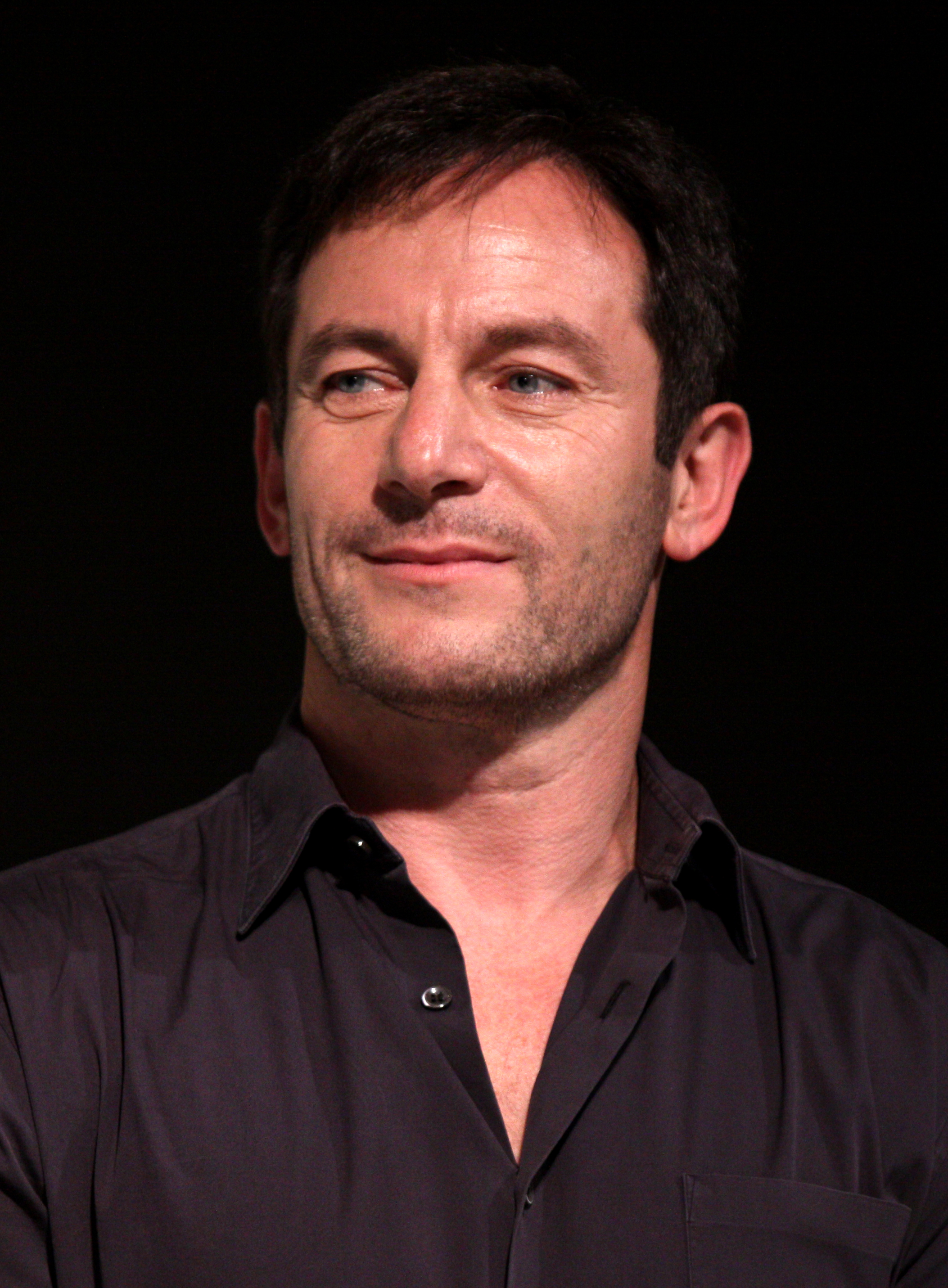
Jason Isaacs (* 1963)

- 1963: Jason Isaacs, britischer Schauspieler

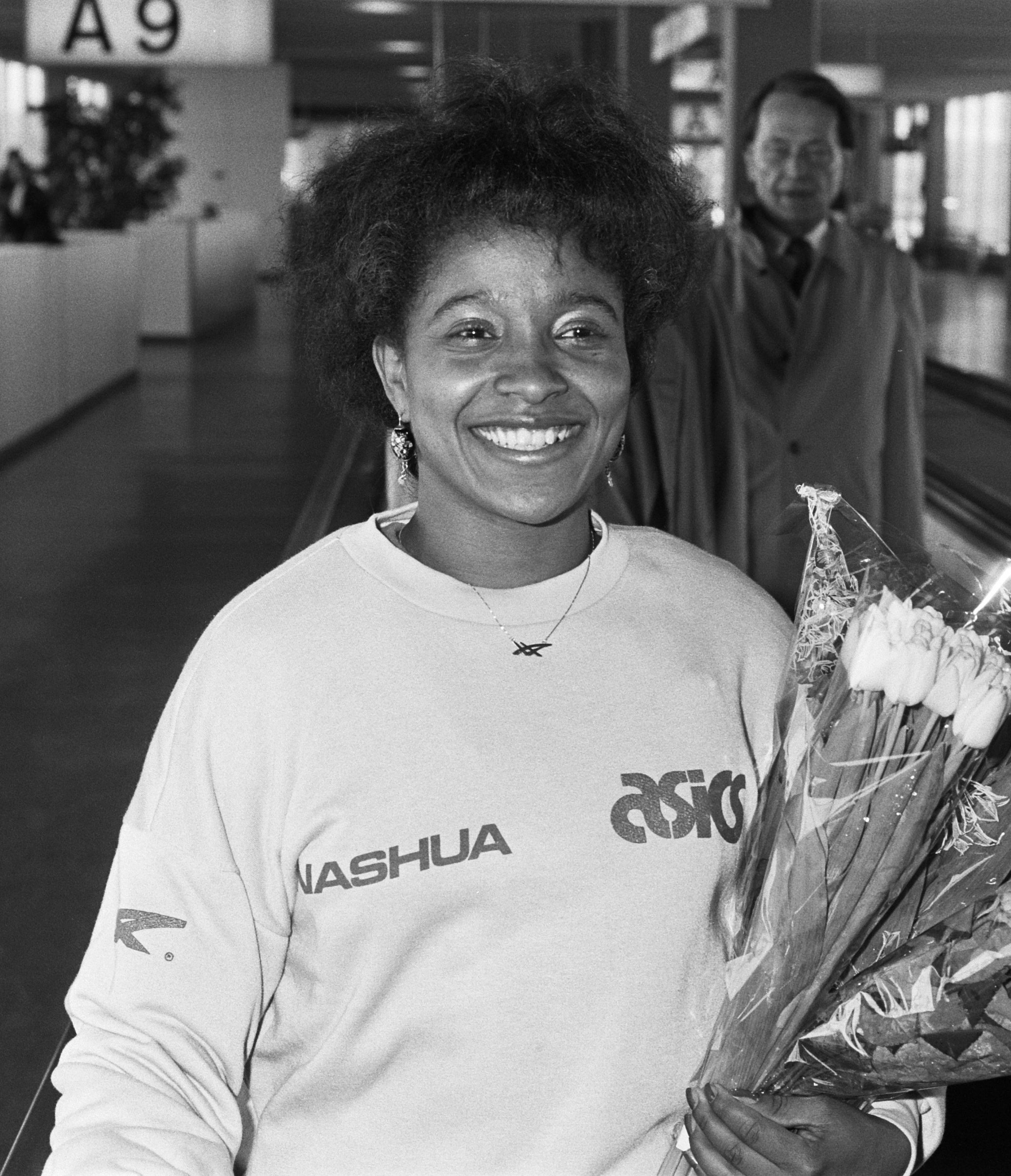
Nelli Cooman (* 1964)

- 1964: Nelli Cooman, niederländische Sprinterin
- 1964: Erich Furrer, schweizerisch-österreichischer Kabarettist, Schauspieler, Autor und Regisseur
- 1964: Yoram Hazony, israelischer Bibelwissenschaftler, Philosoph und politischer Publizist
- 1964: Hans-Ulrich Holtherm, deutscher Arzt
- 1964: Guru Josh, britischer Musiker
- 1964: Rainer Kampmann, deutscher Medienmanager
- 1964: Robert Kauffman, US-amerikanischer Unternehmer und Automobilrennfahrer
- 1964: Oliver Kohl, deutscher Generalmajor
- 1964: Christoph Poschenrieder, deutscher Journalist und Schriftsteller
- 1964: Steven Uhly, deutscher Schriftsteller und Übersetzer
- 1965: Donat Acklin, Schweizer Bobfahrer
- 1966: John Corbett, australischer Automobilrennfahrer
- 1966: Anthony Yeboah, ghanaischer Fußballspieler
- 1966: Thomas Doss, österreichischer Komponist
- 1966: Faure Gnassingbé, togoischer Politiker
- 1967: Katharina Abt, deutsche Schauspielerin
- 1967: Wladimir Anatoljewitsch Burmakin, russischer Schachspieler
- 1967: Paul Giamatti, US-amerikanischer Schauspieler
- 1968: Nils Lehmann, deutscher Handballspieler
- 1969: Len Barrie, kanadischer Eishockeyspieler
- 1969: Fernando Redondo, argentinischer Fußballspieler
- 1970: Jens Bogner, deutscher Sänger
- 1970: James Shaffer, US-amerikanischer Rockmusiker
- 1971: Rob David, US-amerikanischer Schauspieler
- 1972: Noriaki Kasai, japanischer Skispringer

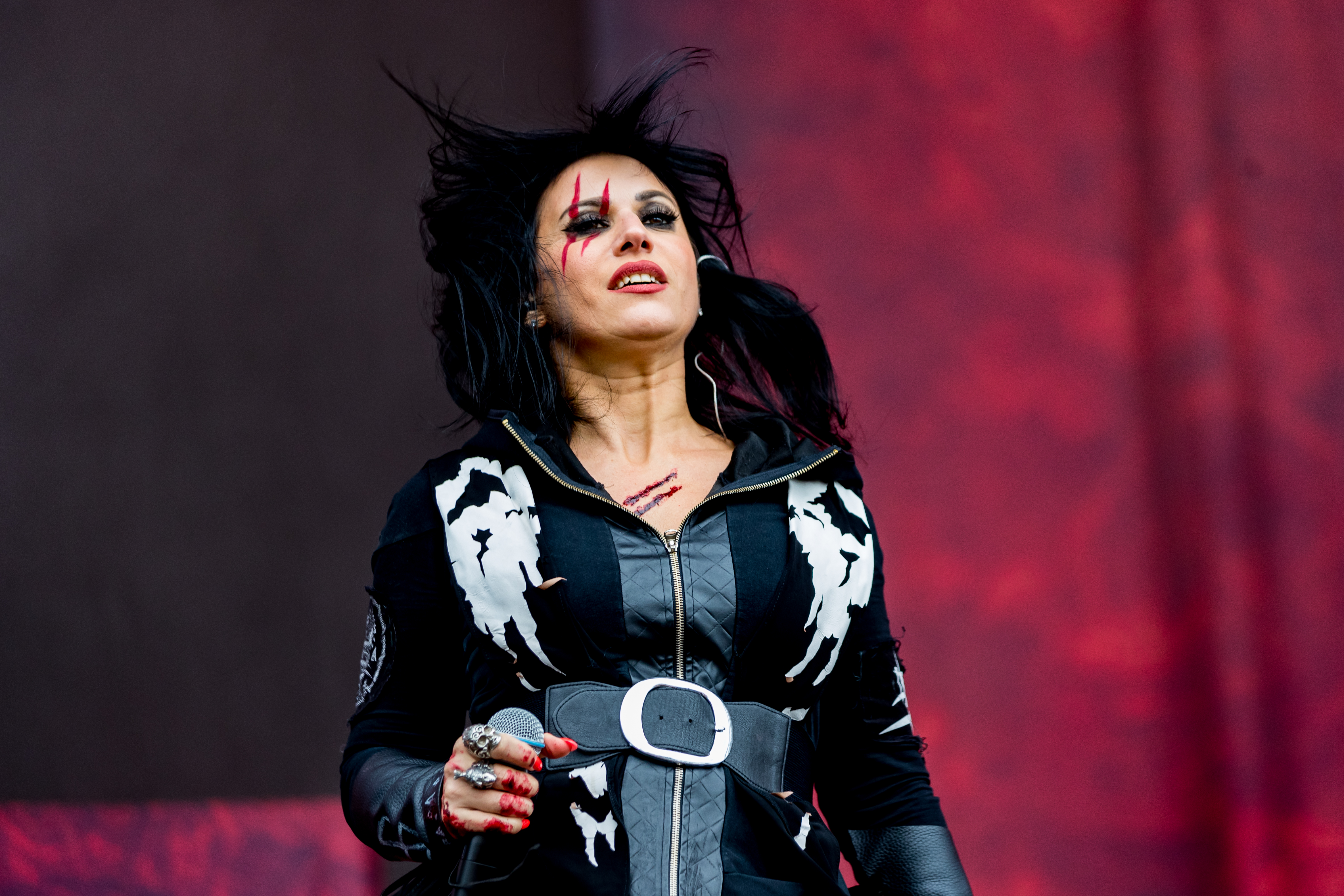
Cristina Scabbia (* 1972)

- 1972: Cristina Scabbia, italienische Metalsängerin
- 1973: Jackie Arklöv, schwedischer verurteilter Raubmörder und Kriegsverbrecher
- 1973: Lisa Brokop, kanadische Country-Sängerin
- 1973: Patrick Rothfuss, US-amerikanischer Fantasy-Schriftsteller
- 1973: Alexander Sternberg, deutscher Schauspieler
- 1974: Nina Deißler, deutsche Autorin, Coach und Trainerin für Kommunikation, Flirten und Partnerschaft
- 1974: Gaetano Giallanza, italienischer Fußballspieler

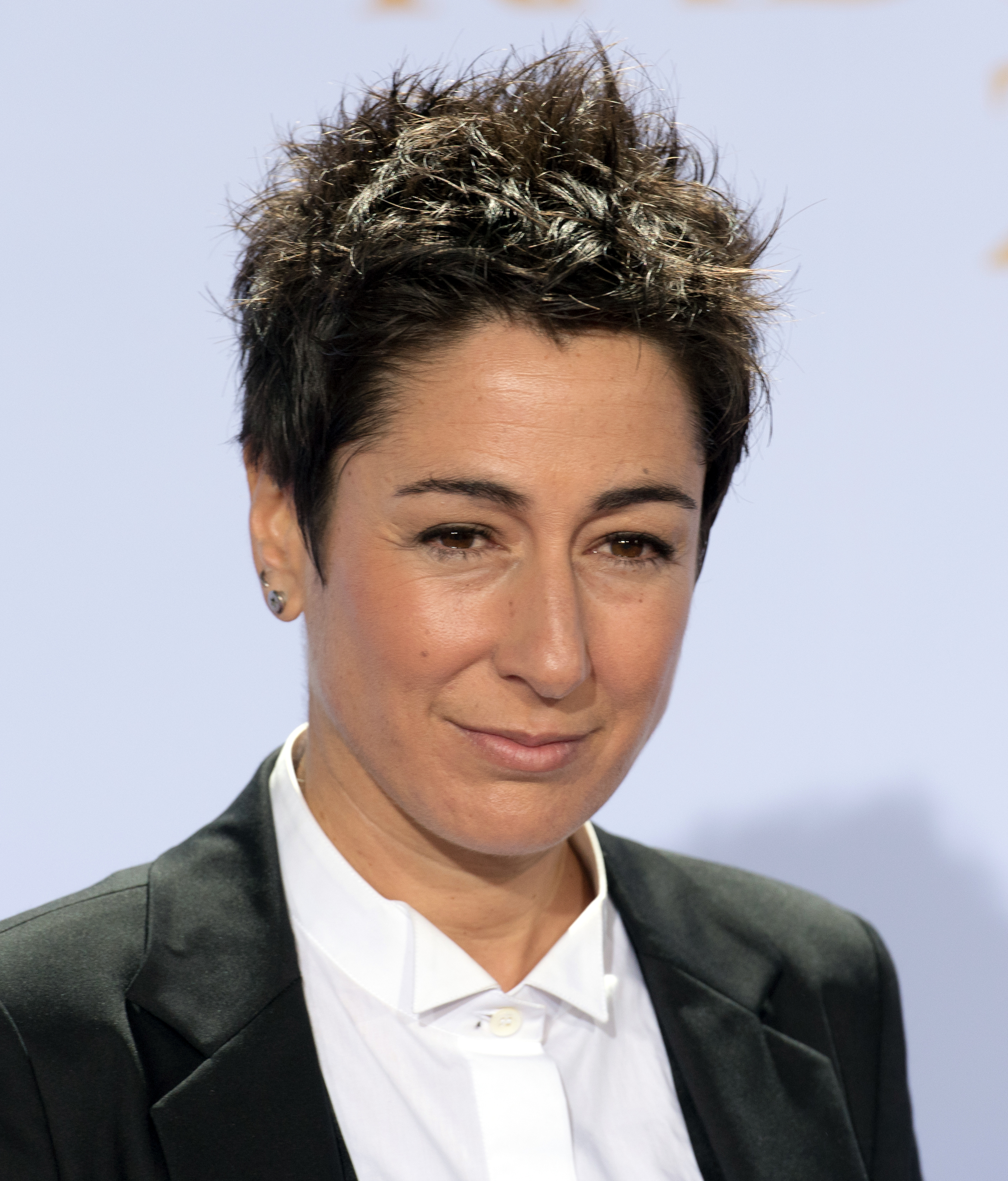
Dunja Hayali (* 1974)

- 1974: Dunja Hayali, deutsche Journalistin und Fernsehmoderatorin
- 1974: Stefan Kaminski, deutscher Schauspieler, Sprecher und Autor
- 1974: Peter Ketnath, deutscher Schauspieler
- 1974: Uncle Kracker, US-amerikanischer Musiker
- 1974: Barbara Niedernhuber, deutsche Rodlerin
- 1974: Sonya Walger, britische Schauspielerin
- 1975: Heike Ahlgrimm, deutsche Handballspielerin
- 1975: Francesco Attesti, italienischer Pianist
- 1975: Nenê, brasilianischer Fußballspieler
- 1975: Fritzi Haberlandt, deutsche Schauspielerin
- 1975: Staci Keanan, US-amerikanische Schauspielerin

#### 1976–2000
- 1976: Oxana Wiktorowna Romenskaja, russische Handballspielerin und -trainerin
- 1977: David Connolly, irischer Fußballspieler
- 1977: Meike Evers, deutsche Ruderin, Olympiasiegerin
- 1978: Carl Barât, britischer Musiker

- 1978: D-Bo, deutscher Rapper

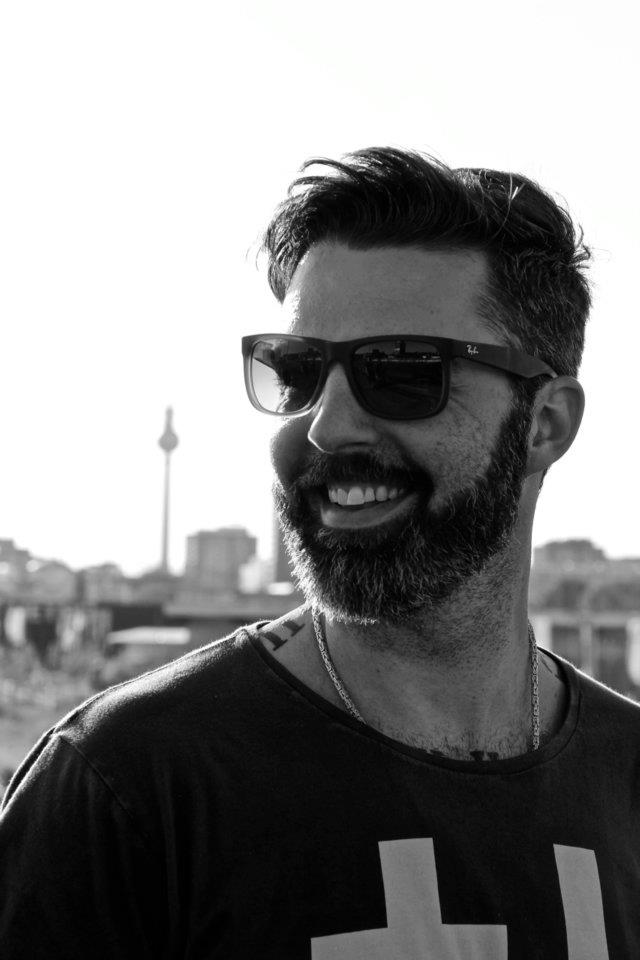
D-Bo (* 1978)

- 1980: Lauren Anderson, US-amerikanisches Model
- 1980: Sven Knoll, Südtiroler Politiker
- 1981: João Paulo Andrade, portugiesischer Fußballspieler
- 1981: Johnny Pacar, US-amerikanischer Schauspieler und Musiker
- 1982: Oliver Fink, deutscher Fußballspieler

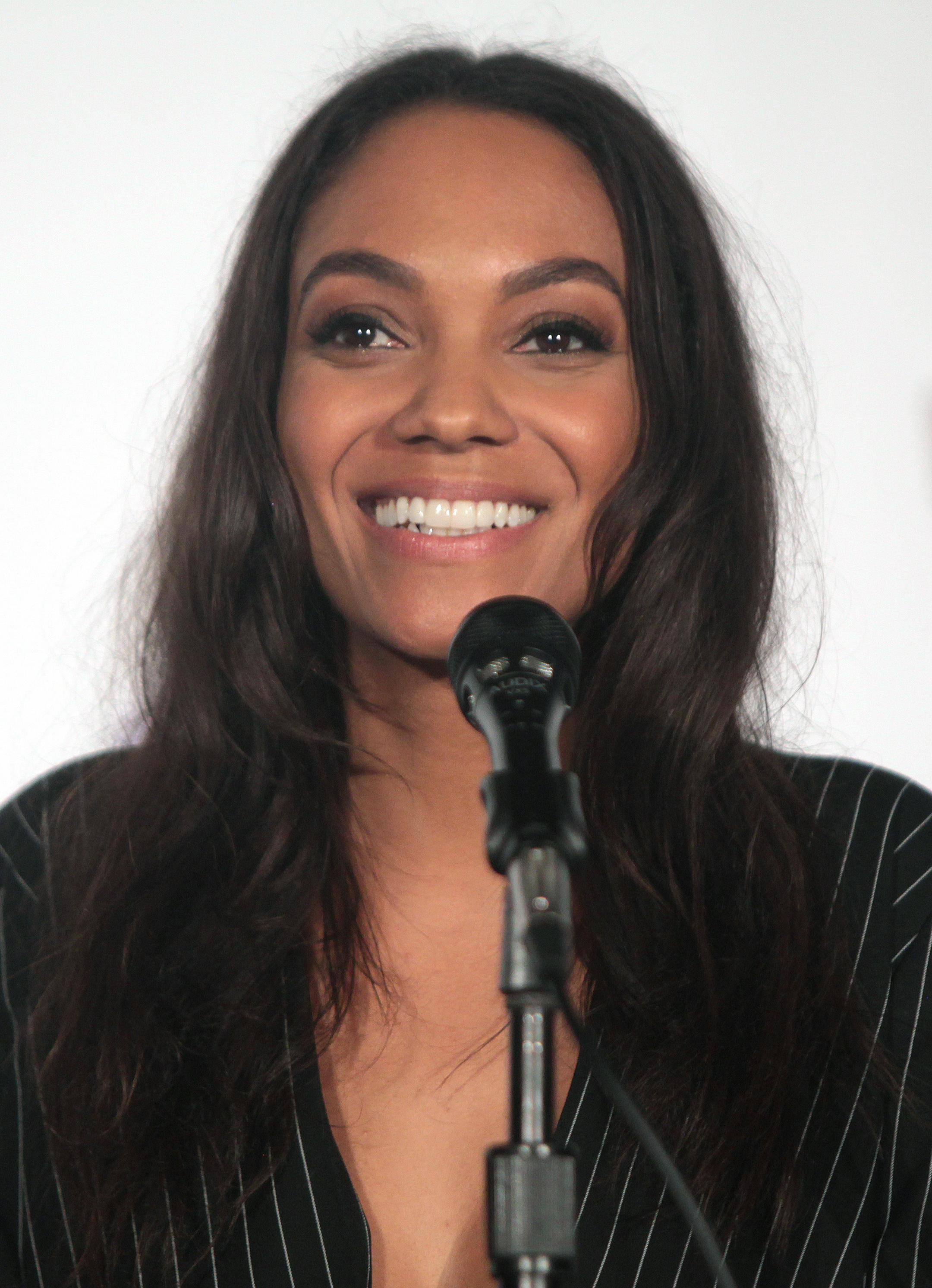
Lyndie Greenwood (* 1983)

- 1983: Lyndie Greenwood, kanadische Schauspielerin
- 1983: Gianna Michaels, US-amerikanische Pornodarstellerin
- 1983: Maximilian Böltl, deutscher Politiker
- 1984: Glenda Adami, italienische Grasskiläuferin
- 1984: Juan Alberto Andreu, spanischer Fußballspieler
- 1985: Hendrik Großöhmichen, deutscher Fußballspieler
- 1985: Sebastian Larsson, schwedischer Fußballspieler
- 1986: Evgeny Vorontsov, russisch-deutscher Handballspieler
- 1987: Mohamed Amine Aoudia, algerischer Fußballspieler
- 1987: Mohamed Arjaoui, marokkanischer Amateurboxer

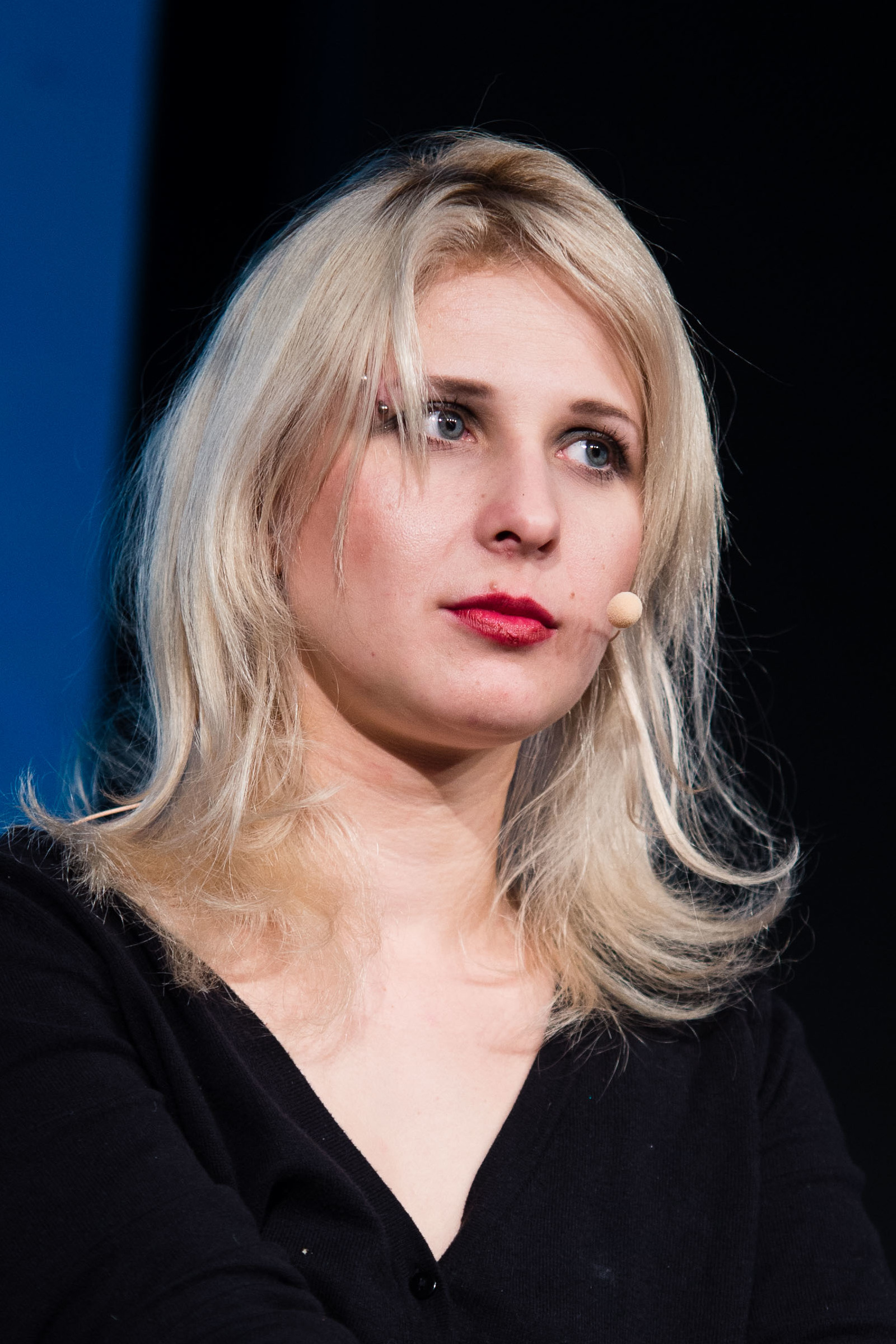
Marija Wladimirowna Aljochina (* 1988)

- 1988: Marija Wladimirowna Aljochina, russische politische Aktivistin und Performancekünstlerin
- 1988: Jerome Assauer, deutscher Fußballspieler
- 1988: József Varga, ungarischer Fußballspieler

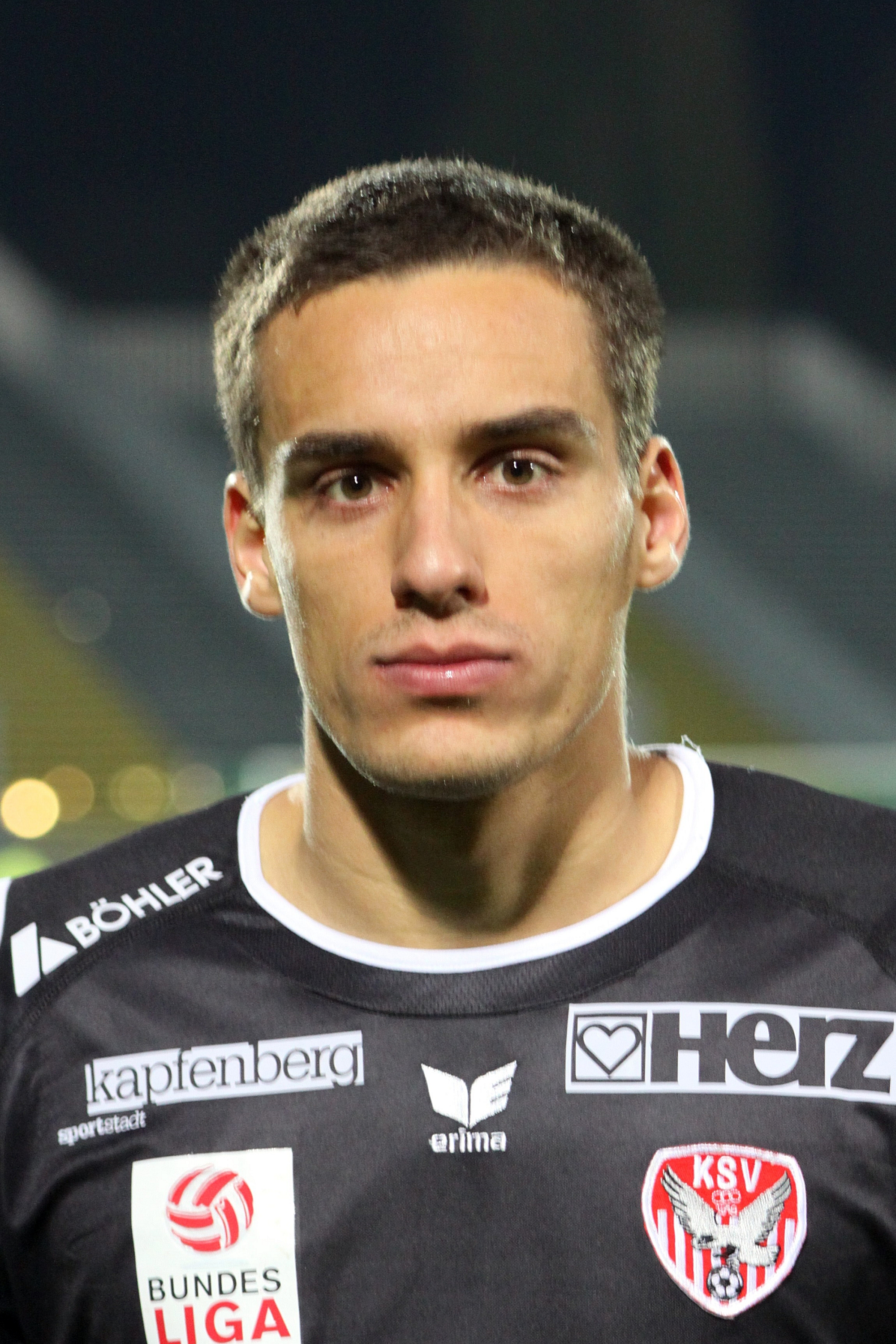
Raphael Wolf (* 1988)

- 1988: Raphael Wolf, deutscher Fußballspieler
- 1989: Anica Happich, deutsche Schauspielerin
- 1989: Robert Sacre, US-amerikanisch-kanadischer Basketballspieler
- 1989: Eric Stehfest, Schauspieler, Autor
- 1989: Michael White, schottischer Fußballspieler
- 1990: Vid Belec, slowenischer Fußballtorhüter
- 1990: Ashleigh Chisholm, australische Schauspielerin
- 1990: Gavin Hoyte, englischer Fußballspieler
- 1990: Ellie Kendrick, britische Schauspielerin
- 1990: Matthew John Lewis, australischer Fußballspieler
- 1990: Rodri, spanischer Fußballspieler
- 1992: Paul Schommer, US-amerikanischer Biathlet
- 1993: Luisa-Céline Gaffron, deutsche Schauspielerin
- 1995: Julian Green, deutsch-US-amerikanischer Fußballspieler
- 1995: Štefan Hadalin, slowenischer Skirennläufer
- 1995: Jack Kilmer, US-amerikanischer Schauspieler
- 1996: Alexander Rossipal, deutscher Fußballspieler
- 1998: Bakery Jatta, gambischer Fußballspieler
- 1999: Bigman, südkoreanischer Beatboxer, Webvideoproduzent, Singer-Songwriter und Komponist
- 1999: Alessandro Buongiorno, italienischer Fußballspieler
- 1999: Semjon Saizew, russischer Billardspieler

### 21. Jahrhundert
- 2002: Juan Alegría, kolumbianischer Fußballspieler
- 2002: Moritz Schirdewahn, deutscher Schauspieler und Webvideoproduzent
- 2003: Johnny Kenny, irischer Fußballspieler

## Gestorben

### Vor dem 16. Jahrhundert
- 0810: Rotrud, Tochter Karls des Großen
- 0840: Agobard, spanischer Prälat
- 1134: Norbert von Xanten, deutscher Stifter des Prämonstratenserordens, Erzbischof von Magdeburg
- 1152: Gilbert von Neuffontaines, Heiliger, Kreuzzugsteilnehmer
- 1154: Abbas ibn Abi l-Futuh, Wesir der Fatimiden
- 1217: Heinrich I., König von Kastilien
- 1251: Wilhelm II., Herr von Dampierre und Graf von Flandern
- 1252: Robert Passelewe, englischer Geistlicher
- 1272: Ratibor, Herzog von Pommerellen
- 1277: Simon I., Bischof von Paderborn
- 1319: Robert Neville, englischer Militär
- 1333: William de Burgh, 3. Earl of Ulster, irischer Adeliger
- 1350: Bertrand de Saint-Geniès, Patriarch von Aquileia und Seliger der katholischen Kirche
- 1362: John Carew, englischer Militär und Justiciar of Ireland
- 1364: Wenzel I., Herzog von Liegnitz
- 1381: Melchior von Braunschweig-Grubenhagen, Bischof von Osnabrück und Schwerin
- 1393: Go-En’yū, japanischer Kaiser des Nordhofes
- 1397: Nikolaus von Riesenburg, Bischof von Konstanz und Olmütz
- 1468: Adrian von Borsselen, Herr von Brigdamme, Zoutelande und Sint Laurens

### 16. bis 18. Jahrhundert
- 1502: Heinrich Brömse, Lübecker Bürgermeister
- 1503: Andreas Proles, deutscher Theologe
- 1508: Ercole Strozzi, italienischer Hofmann und Dichter
- 1513: Remigius Mans, deutscher Landsknecht
- 1548: João de Castro, portugiesischer Feldherr und Seefahrer, Vizekönig von Portugiesisch-Indien

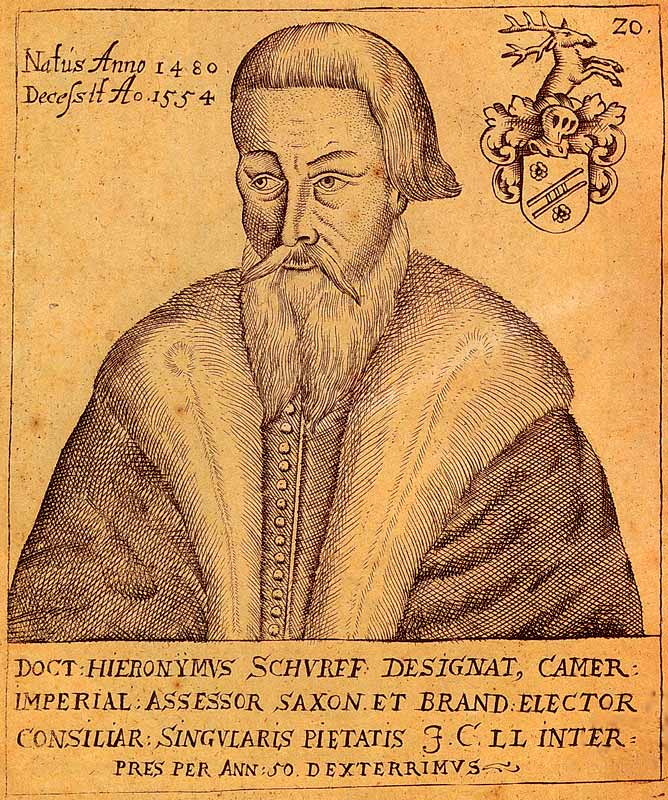
Hieronymus Schurff († 1554)

- 1554: Hieronymus Schurff, deutscher Jurist
- 1558: Philipp I., Graf von Nassau-Wiesbaden-Idstein
- 1561: Katharina von Mecklenburg, Herzogin von Sachsen
- 1561: Ridolfo Ghirlandaio, italienischer Maler
- 1569: Jost Hoen, deutscher Magister, Pädagoge und Staatsmann
- 1581: Johann Otho, flämischer Gelehrter, Humanist, Pädagoge und Kartograf
- 1597: Katharina Bernburg, Opfer der Hexenprozesse in Wernigerode
- 1608: Bernardo Buontalenti, italienischer Maler, Architekt und Theatermaschinist
- 1618: James Lancaster, englischer Seefahrer und Politiker

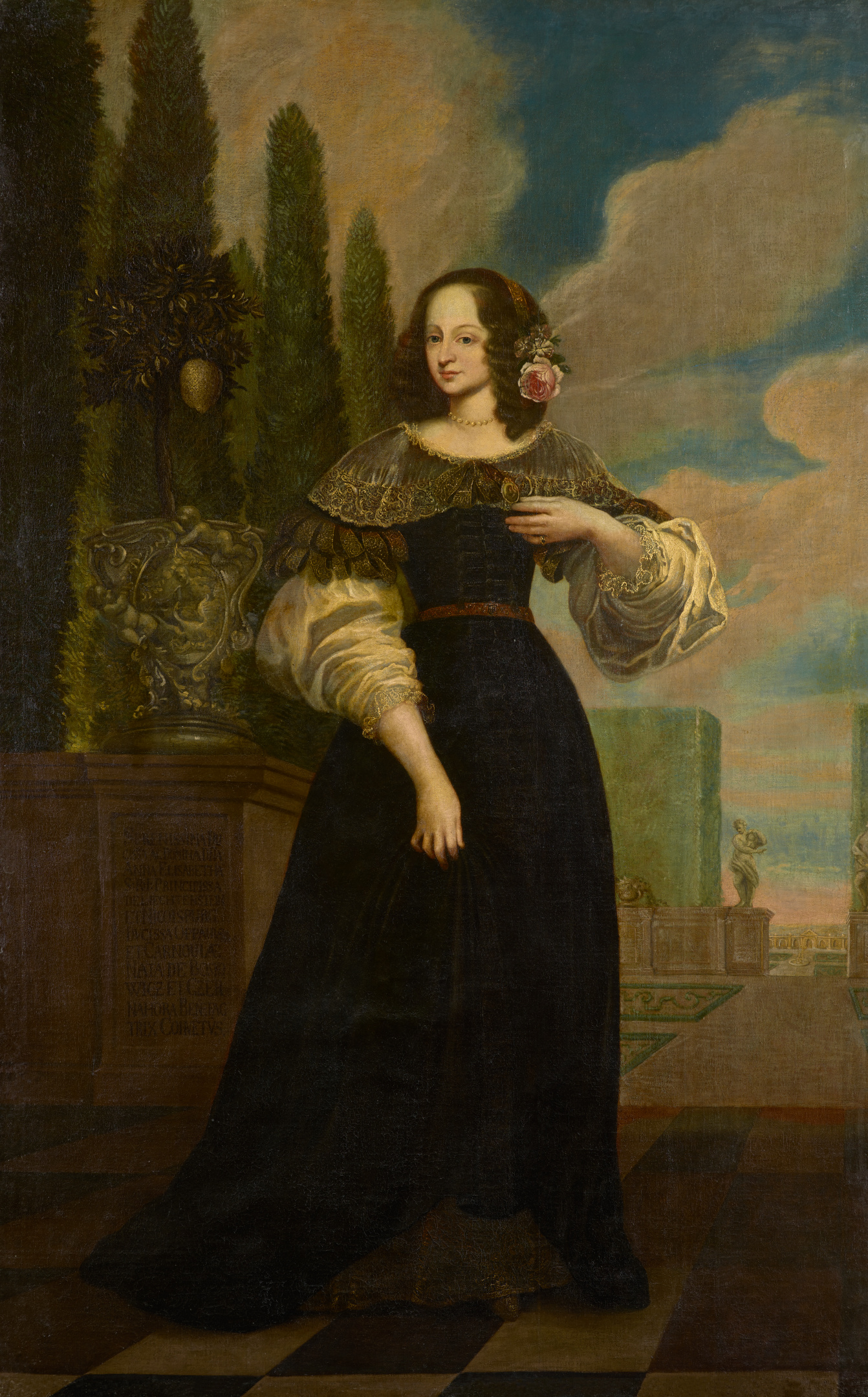
Anna Maria von Boskowitz und Černahora (* 1625)

- 1625: Anna Maria von Boskowitz und Černahora, Fürstin von Liechtenstein, Herzogin von Troppau und Herzogin von Jägerndorf
- 1627: Gebhard XXIII. von Alvensleben, Amtshauptmann von Beeskow, Storkow, Cottbus und Peitz
- 1639: Peter Crüger, deutscher Philologe, Astronom und Mathematiker
- 1640: Ortolph Fomann der Jüngere, deutscher Historiker und Rechtswissenschaftler
- 1656: Charles de Schomberg, französischer Feldherr
- 1665: Georg Christian, Fürst von Ostfriesland
- 1676: Paul Gerhardt, deutscher Dichter von Kirchenliedern
- 1702: Andreas Mylius, deutscher Rechtswissenschaftler
- 1710: Louise de La Vallière, französische Adelige, Mätresse Ludwigs XIV.
- 1712: Henri d’Escoubleau, comte de Montluc, französischer Adeliger und General
- 1719: Leonhard Christoph Sturm, deutscher Schriftsteller, Architekturtheoretiker und Baumeister
- 1721: Joseph I. Esterházy de Galantha, ungarischer Adeliger und dritter Fürst und Majoratsherr des Hauses Esterházy
- 1731: Giovanni Odazzi, römischer Maler und Grafiker
- 1733: Martin Bernigeroth, deutscher Kupferstecher
- 1737: Pierre-Joseph Garidel, französischer Arzt und Botaniker
- 1739: Samuel Dale, englischer Arzt und Botaniker
- 1747: Jean-Baptiste Barrière, französischer Cellist und Komponist
- 1751: Christlieb von Clausberg, deutscher Mathematiker
- 1756: Michael Karl von Althann, Graf von Goldburg und Murstetten, Erzbischof von Bari und Bischof von Waitzen
- 1762: George Anson, britischer Admiral
- 1765: Isaak Gottfried Gödtke, deutscher Verwaltungsbeamter und Chronist
- 1783: Franz Seraph von Kohlbrenner, bayerischer Publizist
- 1799: Patrick Henry, britisch-amerikanischer Politiker

### 19. Jahrhundert
- 1807: Bernhard Gottlieb Isaak von Diesbach, Schweizer Politiker
- 1813: Alexandre-Théodore Brongniart, französischer Architekt
- 1814: Antoni Angelowicz, ukrainischer Theologe

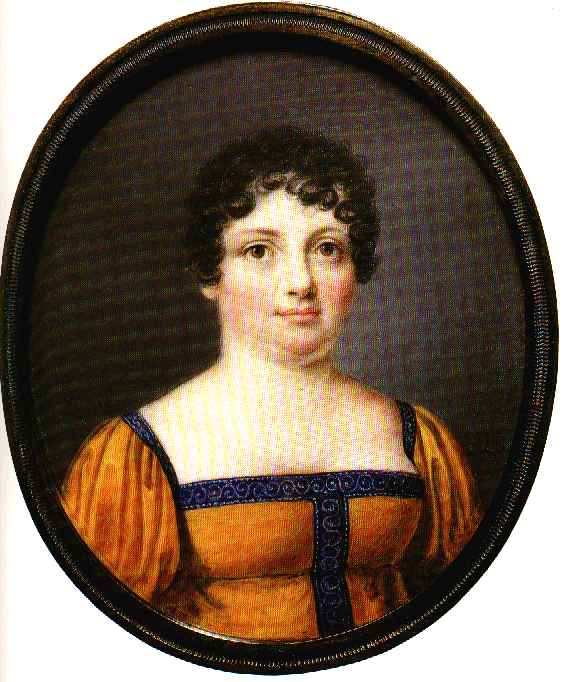
Christiane von Goethe († 1816)

- 1816: Christiane von Goethe, Ehefrau von Johann Wolfgang von Goethe
- 1828: Karl Friedrich Christian Wenck, deutscher Jurist

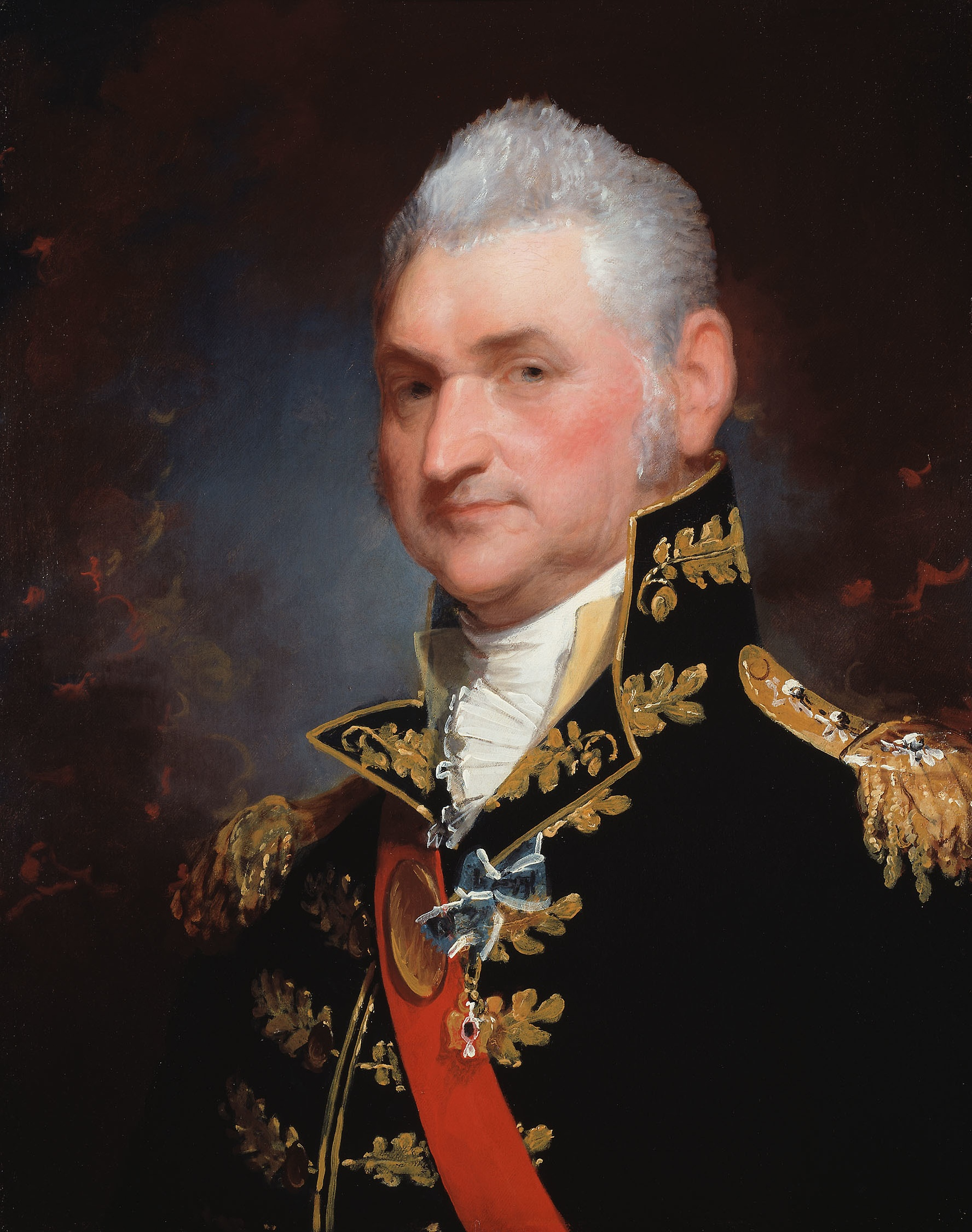
Henry Dearborn († 1829)

- 1829: Henry Dearborn, US-amerikanischer Arzt, Politiker und Offizier, Mitglied des Repräsentantenhauses, Minister
- 1832: Jeremy Bentham, britischer Jurist, Philosoph und Sozialreformer, Mitbegründer des Utilitarismus
- 1836: Anton, König von Sachsen
- 1836: Luman Reed, US-amerikanischer Unternehmer und Kunstmäzen
- 1844: Francis Johnson, US-amerikanischer Komponist und Musiker
- 1847: Bernhard Hirzel, Schweizer Theologe und Orientalist
- 1848: Friederike Klünder, deutsche Wohltäterin und gesundheitliche Aufklärerin
- 1861: Camillo Benso von Cavour, italienischer Staatsmann, erster Premierminister des Königreiches Italien
- 1862: Turner Ashby, US-amerikanischer Offizier des Konföderierten Heeres im Sezessionskrieg

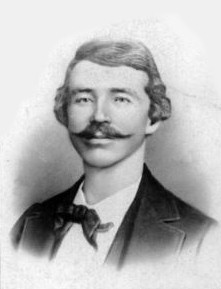
William Clark Quantrill († 1865)

- 1865: William Clark Quantrill, US-amerikanischer Partisanenführer im Sezessionskrieg
- 1870: Anna Schödl, böhmische Mäzenin
- 1873: Adalbert von Preußen, preußischer Prinz
- 1878: Achille Baraguey d’Hilliers, französischer Militär und Staatsmann, Marschall von Frankreich
- 1878: Robert Stirling, schottischer Priester und Ingenieur
- 1880: Eugen Adam, deutscher Schlachtenmaler
- 1881: Henri Vieuxtemps, belgischer Komponist
- 1883: Ciprian Porumbescu, rumänischer Komponist
- 1883: Heinrich Schröder, deutscher Missionar, evangelischer Märtyrer
- 1891: John Macdonald, kanadischer Politiker, erster Premierminister von Kanada
- 1896: Benno Schmidt, deutscher Mediziner und Hochschullehrer
- 1899: Demetrio Camuzzi, Schweizer Architekt und Politiker, Nationalrat

### 20. Jahrhundert

#### 1901–1950
- 1907: Fulgenzio Chicherio, Schweizer Jurist und Offizier der Schweizer Armee
- 1912: Giulio Ricordi, italienischer Musikverleger und Komponist

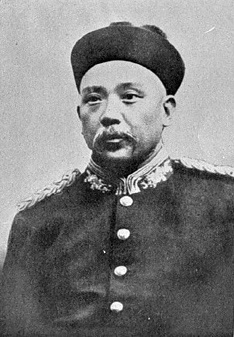
Yuan Shikai († 1916)

- 1916: Yuan Shikai, chinesischer Armeeführer, Präsident und selbsternannter Kaiser
- 1919: Bruno von Schuckmann, deutscher Jurist und Konsularbeamter, MdL, Gouverneur von Deutsch-Südwestafrika
- 1920: António Maria Baptista, portugiesischer Militär und Politiker, Ministerpräsident
- 1920: James Dunsmuir, kanadischer Politiker und Industrieller
- 1928: Paul Véronge de la Nux, französischer Komponist
- 1929: Richard Réti, österreichisch-ungarischer Schachspieler
- 1934: Octave Salzard, französischer Turner
- 1935: Hans Bader, Schweizer evangelischer Geistlicher
- 1935: Jacques Urlus, holländischer Opernsänger
- 1938: Hans Sträuli, Schweizer Jurist und Politiker
- 1941: Louis Chevrolet, schweizerisch-US-amerikanischer Autobauer
- 1942: George Andrew Reisner, US-amerikanischer Ägyptologe
- 1943: Guido Fubini, italienischer Mathematiker
- 1944: Heinrich Langwost, deutscher Politiker, MdL, MdR

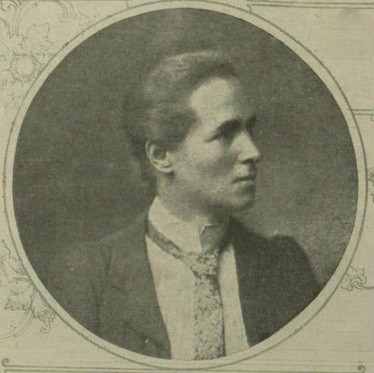
Edith Rebecca Saunders (1945†)

- 1945: Edith Rebecca Saunders, britische Genetikerin
- 1946: Gerhart Hauptmann, deutscher Schriftsteller
- 1947: S. H. Dudley, US-amerikanischer Sänger
- 1947: Alphonse Martin, kanadischer Organist, Pianist und Musikpädagoge
- 1948: Aron Freimann, deutscher Historiker
- 1948: Louis Lumière, französischer Filmpionier

#### 1951–2000
- 1954: Josef Bohatec, tschechischer Philosoph und Theologe
- 1954: Fritz Kasparek, österreichischer Alpinist
- 1956: Hiram Bingham, US-amerikanischer Archäologe und Forschungsreisender
- 1956: Otto Lukas, deutscher Lehrer, Dichter und Schriftsteller
- 1960: Hermann Rützler, österreichischer Fotograf und Automobilrennfahrer
- 1960: Marc-César Scotto, französisch-monegassischer Pianist, Dirigent und Komponist

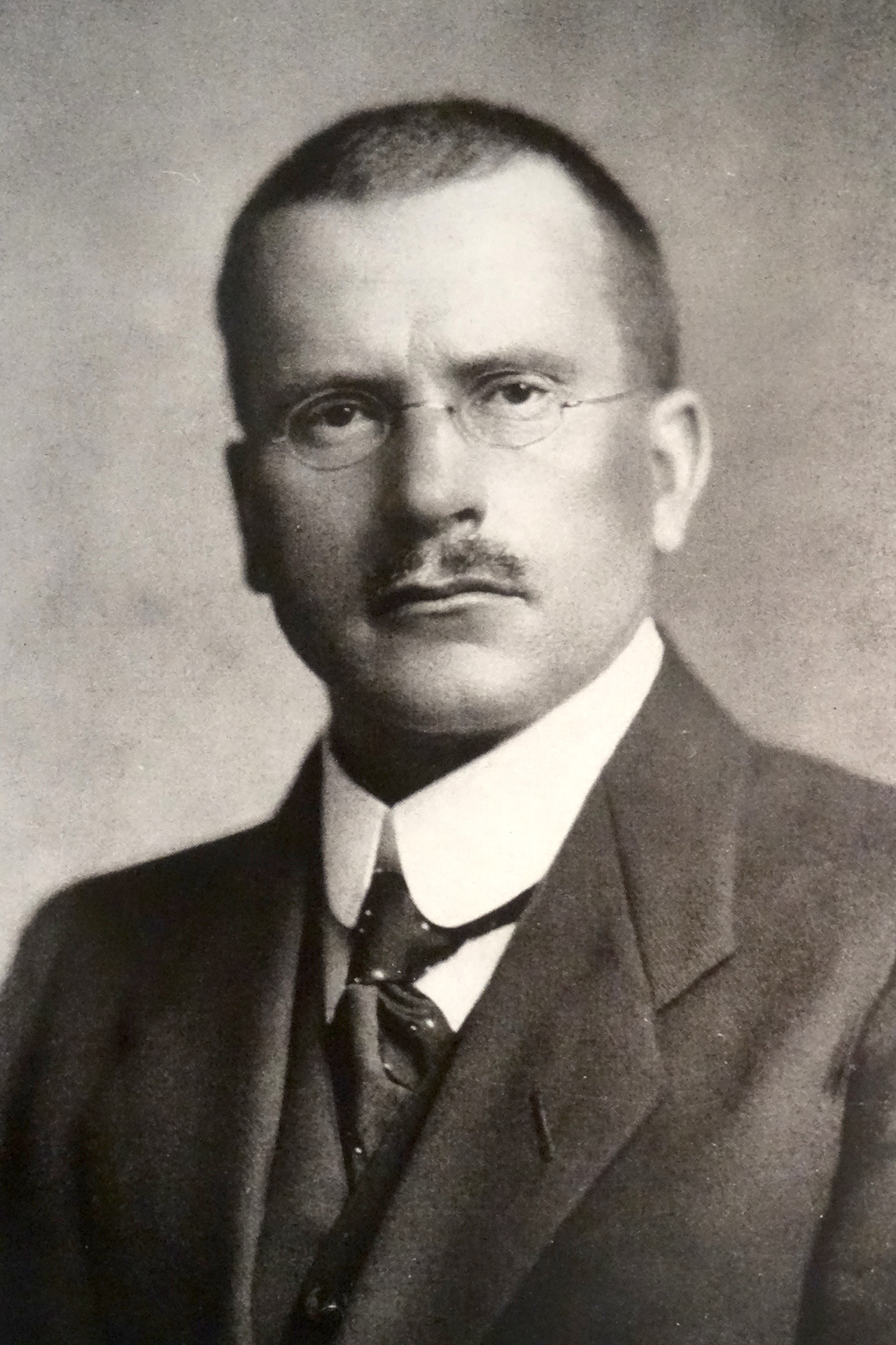
Carl Gustav Jung († 1961)

- 1961: Carl Gustav Jung, Schweizer Psychoanalytiker
- 1961: Anuschawan Ter-Gewondjan, armenischer Komponist
- 1962: Yves Klein, französischer Maler, Bildhauer und Performancekünstler
- 1962: Tom Phillis, australischer Motorradrennfahrer
- 1965: Hayunga Carman, kanadischer Musikpädagoge
- 1966: Friedrich von der Leyen, deutscher Germanist
- 1966: Heinz Liepman, deutscher Schriftsteller und Journalist
- 1968: Helen Brewster Owens, US-amerikanische Mathematikerin und Frauenrechtlerin
- 1968: Theodor Frings, deutscher Germanist und Sprachwissenschaftler
- 1968: Robert F. Kennedy, US-amerikanischer Politiker, Generalbundesanwalt und Senator
- 1969: Josefa Berens-Totenohl, deutsche Schriftstellerin, Malerin und Lehrerin
- 1971: Lauro Amadò, Schweizer Fußballspieler
- 1971: Edward Andrade, britischer Physiker
- 1971: Albert Ooiman, niederländischer Ruderer
- 1973: Paul Klatt, deutscher Generalleutnant
- 1975: Cyrus Baldridge, US-amerikanischer Maler und Grafiker
- 1975: Hugo Launicke, deutscher Parteifunktionär, Widerstandskämpfer gegen den Nationalsozialismus und Politiker
- 1976: David Jacobs, britischer Leichtathlet

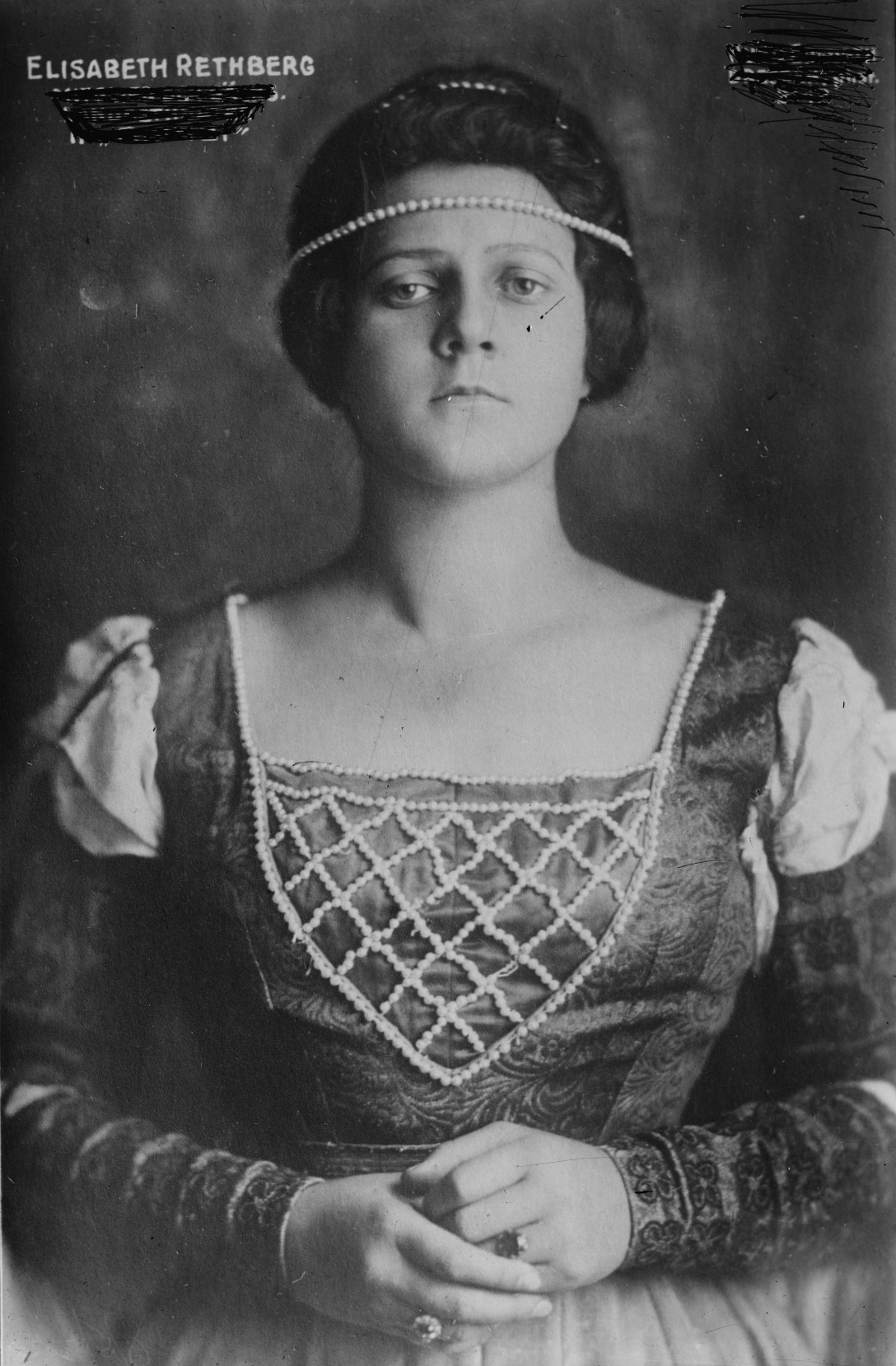
Elisabeth Rethberg († 1976)

- 1976: Elisabeth Rethberg, deutsch-US-amerikanische Sängerin
- 1978: Frits Eijken, niederländischer Ruderer
- 1978: Kitazono Katsue, japanischer Lyriker
- 1979: André Beaudin, französischer Maler
- 1979: José Reyes, französischer Flamencosänger
- 1980: Ruth Hughes Aarons, US-amerikanische Tischtennisspielerin
- 1983: Hans Leip, deutscher Schriftsteller und Dichter (Lili Marleen)
- 1984: Leo Ågren, finnlandschwedischer Schriftsteller
- 1984: Emmi Pikler, ungarische Kinderärztin und Kleinkindpädagogin
- 1984: Ernst Schellenberg, deutscher Politiker
- 1985: Kurt Ranke, deutscher Germanist und Volkskundler
- 1986: Herbert Eisenreich, österreichischer Erzähler
- 1986ː Ilana Shenhav, Künstlerin
- 1986: John Tolan, US-amerikanischer Automobilrennfahrer
- 1987: Burhan Atak, türkischer Fußballspieler und -schiedsrichter
- 1987: Dmytro Klebanow, ukrainischer Komponist, Dirigent und Musikpädagoge

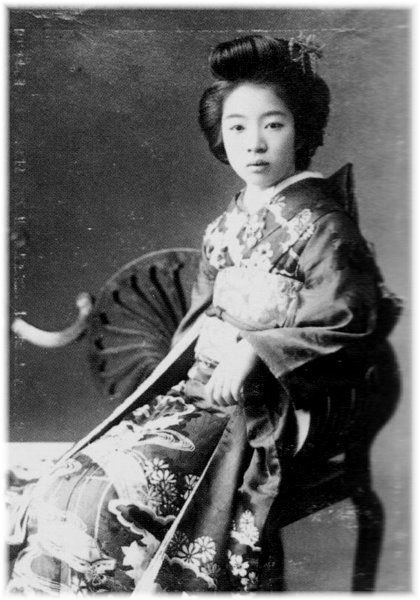
Mori Mari († 1987)

- 1987: Mori Mari, japanische Schriftstellerin
- 1991: Stan Getz, US-amerikanischer Tenorsaxophonist
- 1991: Gianni De Luca, italienischer Comiczeichner
- 1992: Werner Kreindl, österreichischer Schauspieler
- 1992: Manfred Stengl, österreichischer Rennrodler, Bobsportler und Motorradrennfahrer
- 1993: Sylvain Garant, französischer Automobilrennfahrer
- 1993: Gui Mombaerts, belgischer Pianist und Musikpädagoge
- 1994: Barry Sullivan, US-amerikanischer Schauspieler
- 1996: Harry Andersson, schwedischer Fußballspieler
- 1996: George Davis Snell, US-amerikanischer Genetiker, Nobelpreisträger
- 1997: Eitel Cantoni, uruguayischer Formel-1-Rennfahrer
- 1997: Prudence Hero Napier, britische Primatologin
- 1998: Maria Reiche, deutsche Forscherin
- 1998: Svend S. Schultz, dänischer Komponist und Dirigent
- 1999: Fred Thieler, deutscher Maler

### 21. Jahrhundert
- 2001: Douglas Lilburn, neuseeländischer Komponist
- 2001: Otto Heinrich Treumann, deutsch-niederländischer Grafiker
- 2003: Bernhard Askani, deutscher Geschichtsdidaktiker und Schulbuchautor
- 2003ː Wilhelmine Bertling, Duisburger Lokalpolitikerin (SPD)
- 2003: Hilda Sour, chilenische Schauspielerin und Sängerin
- 2004: Louis Conne, Schweizer Bildhauer und Grafiker

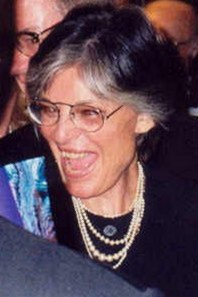
Anne Bancroft († 2005)

- 2005: Anne Bancroft, US-amerikanische Schauspielerin
- 2005: Dana Elcar, US-amerikanischer Schauspieler
- 2005ː Mary Medd, britische Architektin
- 2005: Siegfried Palm, deutscher Cellist
- 2006: Billy Preston, US-amerikanischer Soulmusiker und Hammond-Orgel-Spieler
- 2006: Jun Maeda, japanischer Motorradrennfahrer
- 2006: Arnold Newman, US-amerikanischer Porträt-Fotograf
- 2007: James Halliday, britischer Gewichtheber und Olympiamedaillengewinner
- 2010: Jack Beeson, US-amerikanischer Komponist
- 2012: Otto Ineichen, Schweizer Unternehmer und Politiker
- 2012: Wladimir Jewgenjewitsch Krutow, russischer Eishockeyspieler
- 2013: Tom Sharpe, britischer Schriftsteller
- 2013: Esther Williams, US-amerikanische Schwimmerin und Schauspielerin
- 2014: Irene Awret, US-amerikanische Schriftstellerin und Malerin
- 2014: Sonja Mottl, österreichische Opern- und Operettensängerin

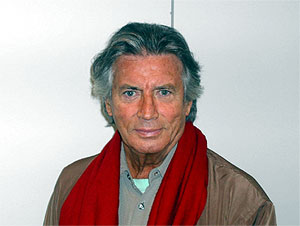
Pierre Brice († 2015)

- 2015: Pierre Brice, französischer Schauspieler
- 2015: Sergei Alexandrowitsch Scharikow, russischer Fechter, Olympiasieger
- 2016: Viktor Kortschnoi, sowjetisch-schweizerischer Schachspieler
- 2016: Peter Shaffer, britischer Dramatiker
- 2017: Petra Höfer, deutsche Journalistin und Filmemacherin
- 2017: Adnan Khashoggi, saudi-arabischer Unternehmer

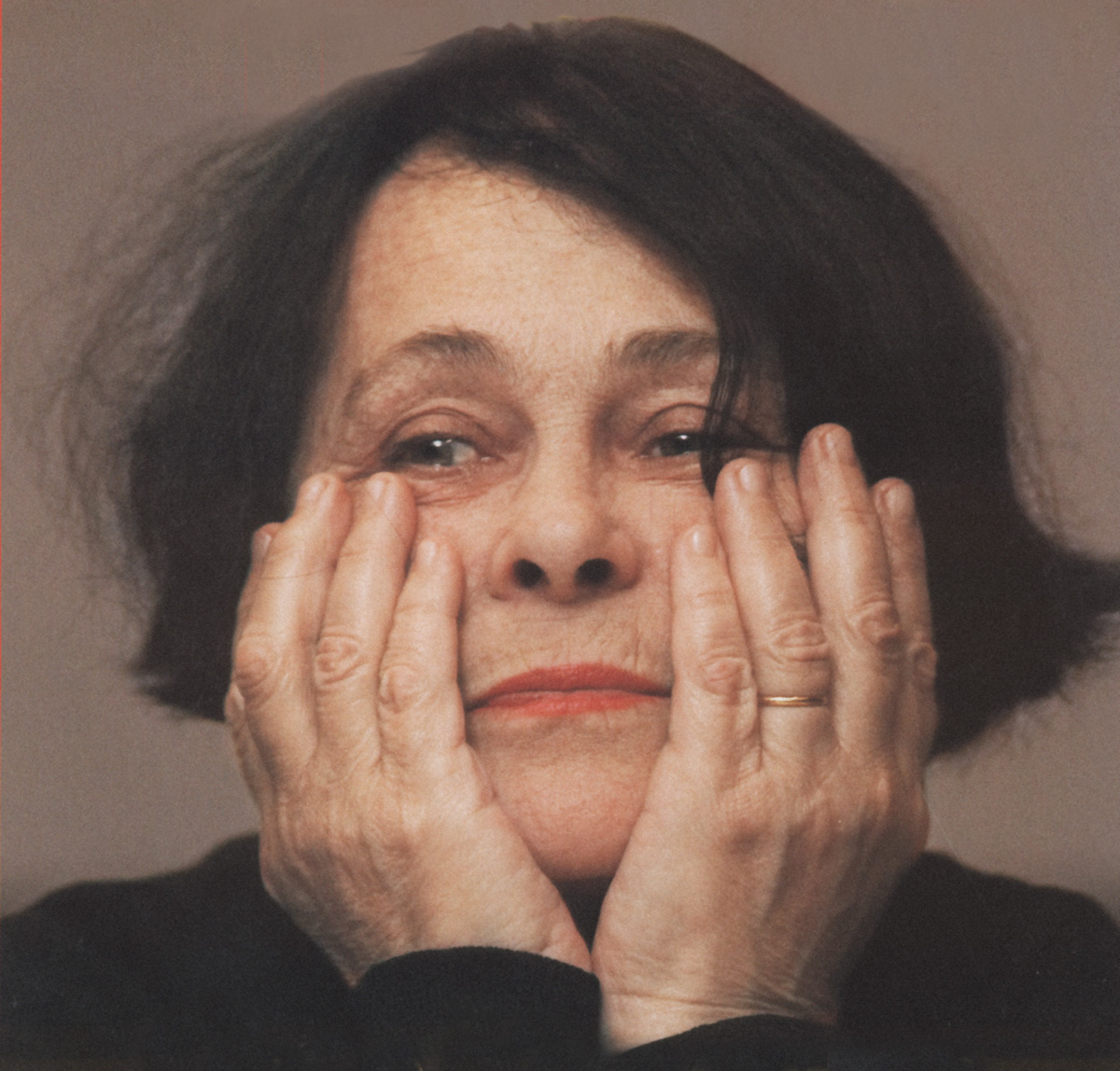
Kira Muratowa († 2018)

- 2018: Kira Muratowa, sowjetische bzw. ukrainische Filmregisseurin
- 2018: Franz M. Wuketits, österreichischer Wissenschaftstheoretiker
- 2019: Dr. John, US-amerikanischer Musiker
- 2019: Rolf Maurer, Schweizer Radsportler
- 2019: Carl Schell, Schweizer Schauspieler
- 2020: John Zook, US-amerikanischer American-Football-Spieler
- 2021: Ei-ichi Negishi, japanischer Chemiker, Nobelpreisträger

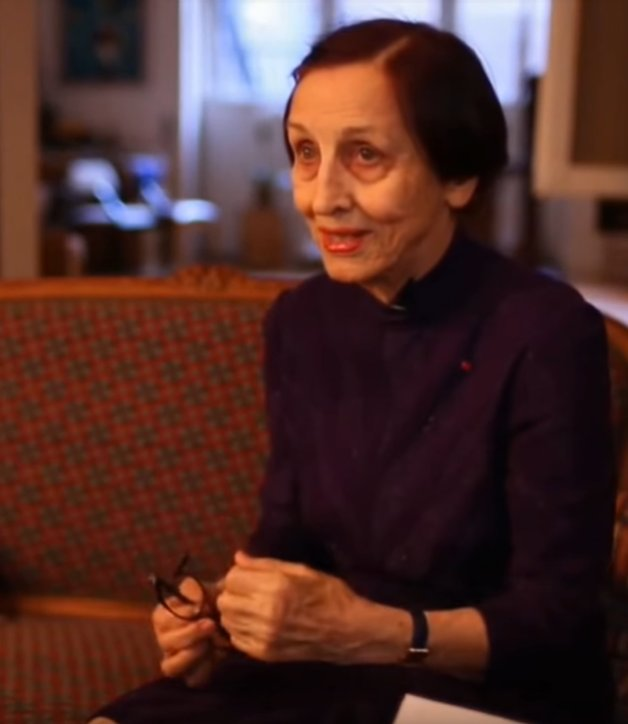
Françoise Gilot († 2023)

- 2023: Françoise Gilot, französische Malerin und Autorin, Geliebte von Pablo Picasso
- 2023: Gerhard Hiesel, österreichischer Archäologe
- 2023: Noreen Nash, US-amerikanische Schauspielerin
- 2025ː Susanne von Loessl, deutsche Schauspielerin und Autorin

## Feier- und Gedenktage
- Kirchliche Gedenktage
  - Hl. Norbert von Xanten, deutscher Erzbischof und Ordensgründer (evangelisch, römisch-katholisch)
  - Heinrich Schröder (Missionar), deutscher Missionar und Märtyrer (evangelisch)
- Namenstage
  - Kevin, Norbert
- Staatliche Feier- und Gedenktage
  - Schweden: Nationalfeiertag (seit 2005)

Weitere Einträge enthält die Liste von Gedenk- und Aktionstagen.